# Taupont
Taupont [topɔ̃] est une commune française située dans le département du Morbihan, en région Bretagne.

## Géographie

### Situation
| Saint-Malo-des-Trois-Fontaines |         | Loyat    |
| Helléan                        | Taupont |          |
| Guillac                        |         | Ploërmel |

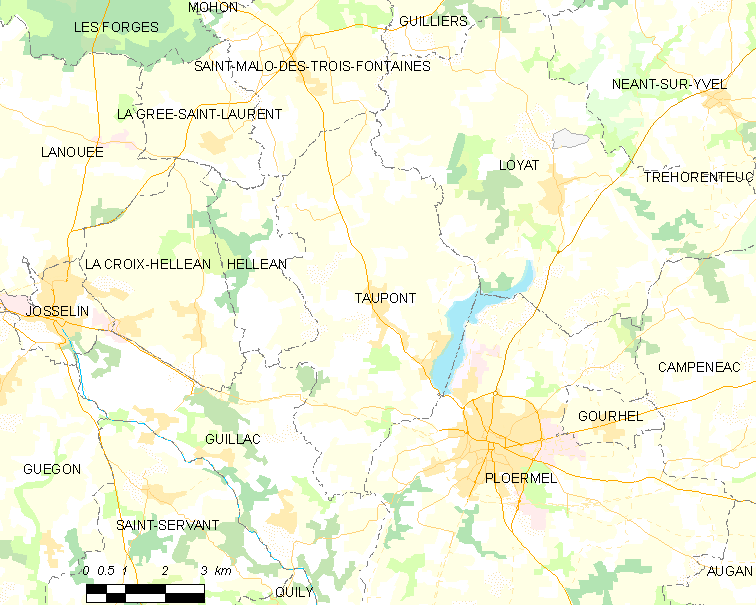
Carte de la commune de Taupont et des communes avoisinantes.

Taupont est une commune située dans le département du Morbihan (région de Bretagne). La ville de Taupont appartient au canton de Ploërmel et à l'arrondissement de Vannes. Les habitants de Taupont s'appellent les Taupontais et étaient au nombre de 1 908 au recensement de 1999. La superficie est de 30,6 km2. Taupont porte le code Insee 56249 et est associée au code postal 56800.

### Relief et hydrographie
Le finage communal est compris entre 91 mètres et 22 mètres d'altitude, les points les olus hauts se trouvant dans la partie nord-est de la commune (au nord-est de Henlée) et dans la partie nord (l'altitude est entre 75 et 79 mètres au niveau du parc éolien), le point le plus bas étant dans l'angle sud-est du territoire communal, à la confluence de l'Yvel et du Ninian.
Le bourg de Taupont se situe géographiquement à une altitude de 78 mètres environ.

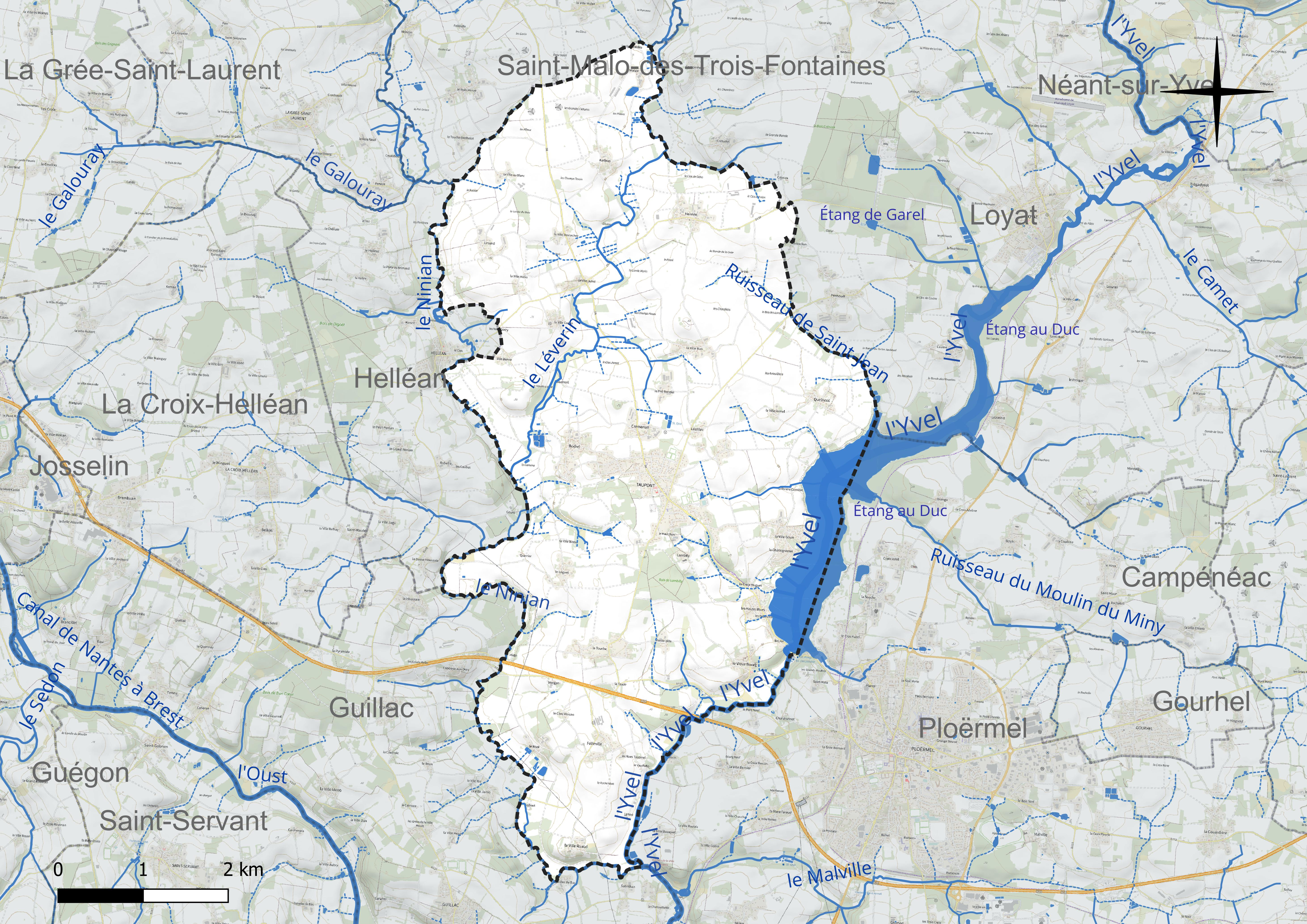
Carte du réseau hydrographique de la commune de Taupont.
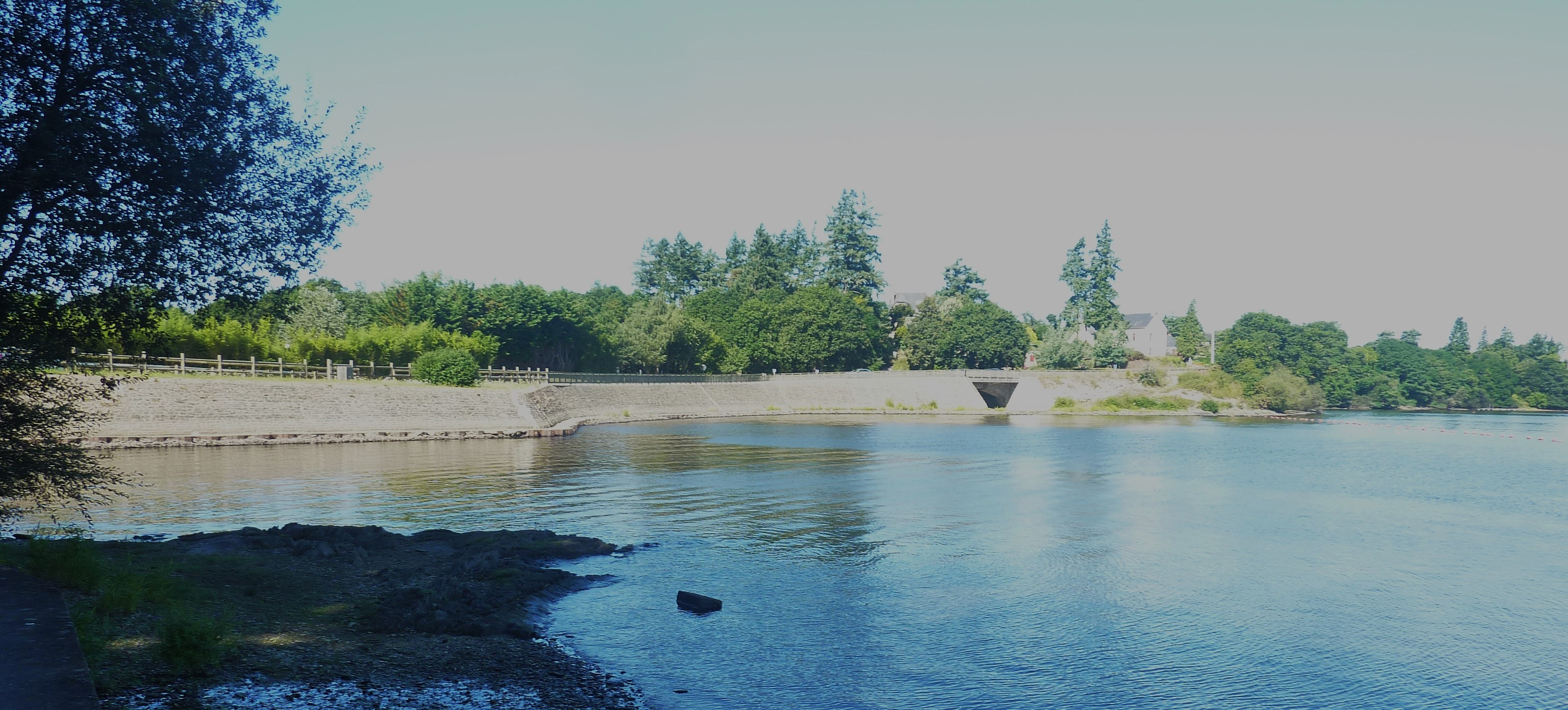
La digue de retenue des eaux du Lac au Duc, en fait un étang (limite entre Ploërmel et Taupont).
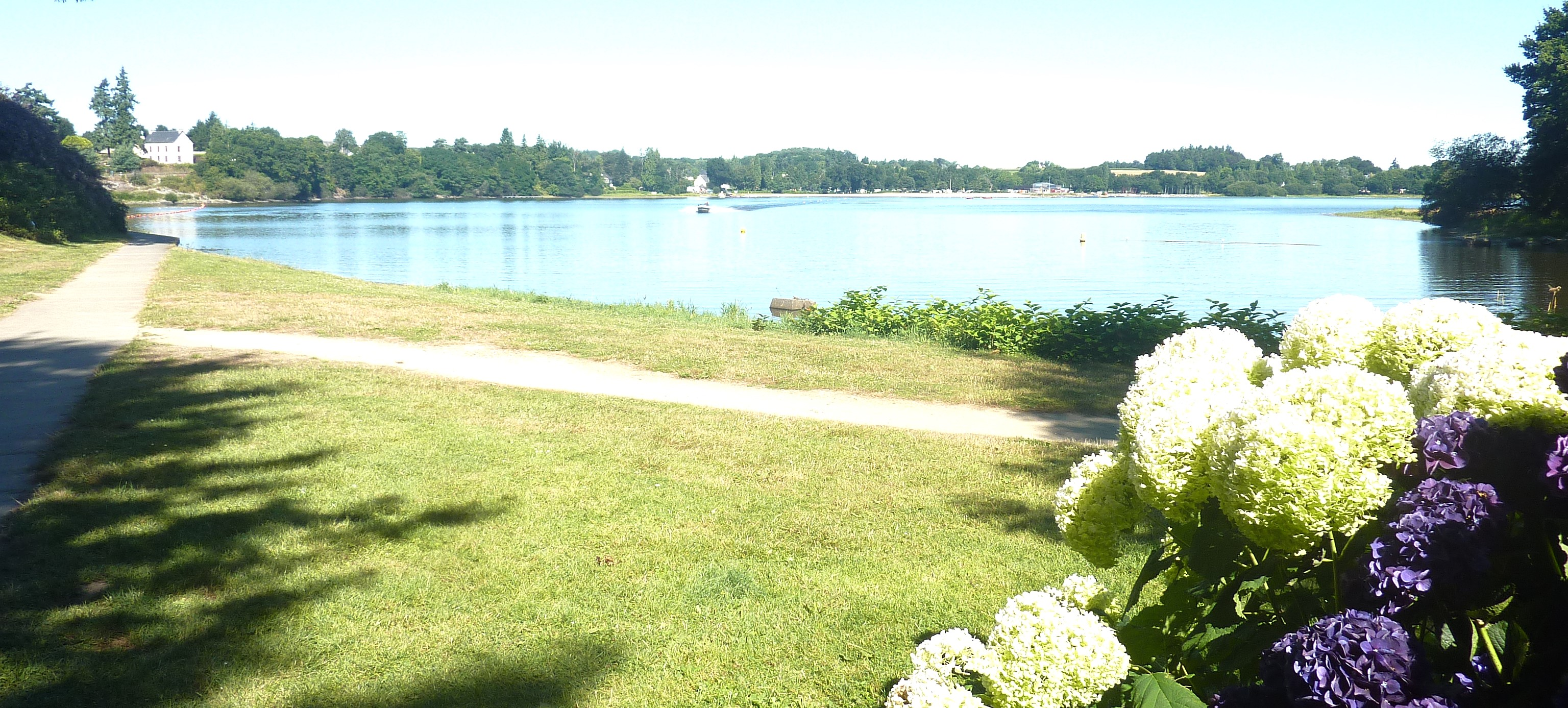
Le Lac au Duc vu depuis le sud ː la rive ouest (côté Taupont).
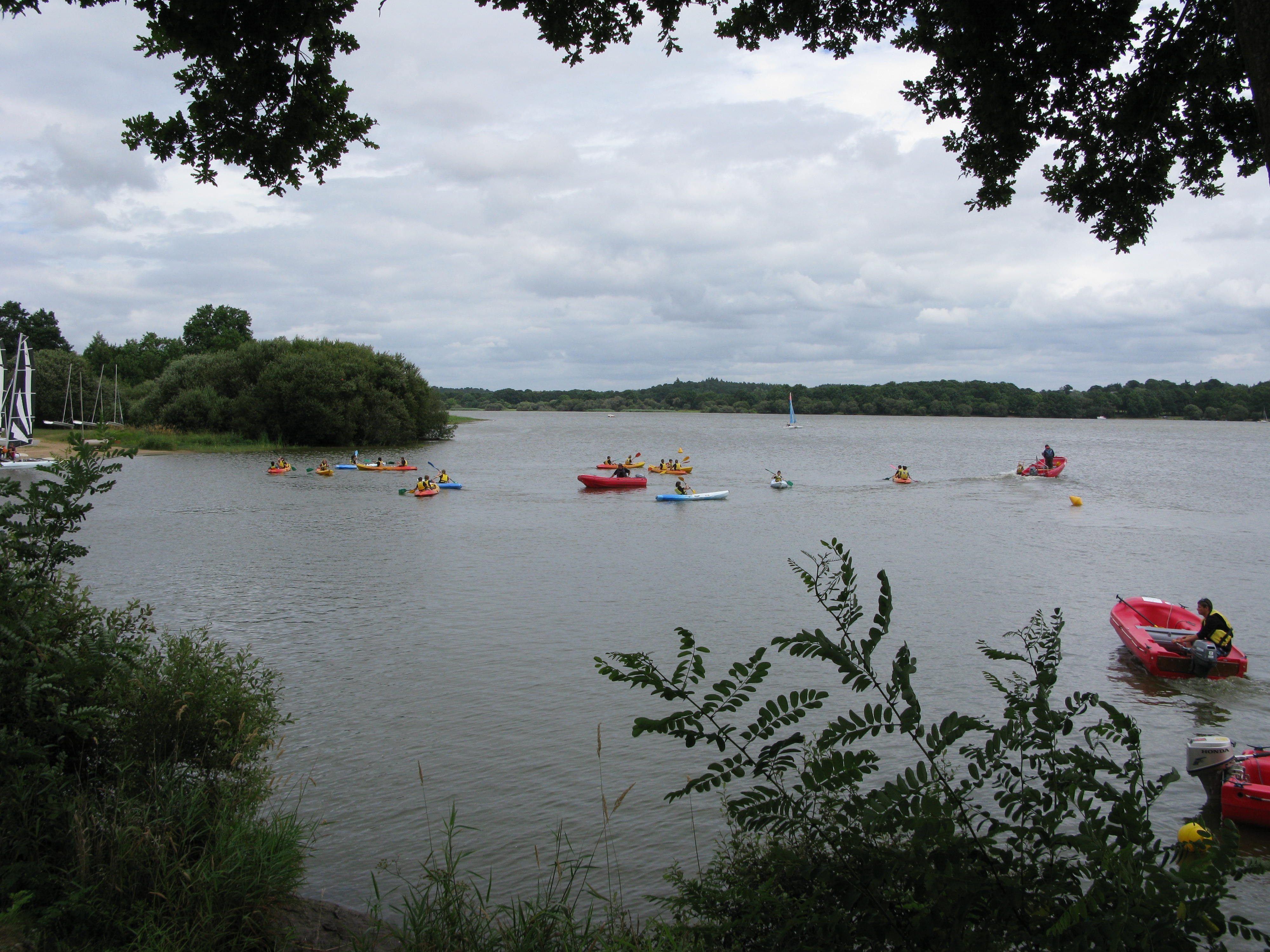
Le Lac au Duc vue de la base de loisirs (rive côté Taupont).
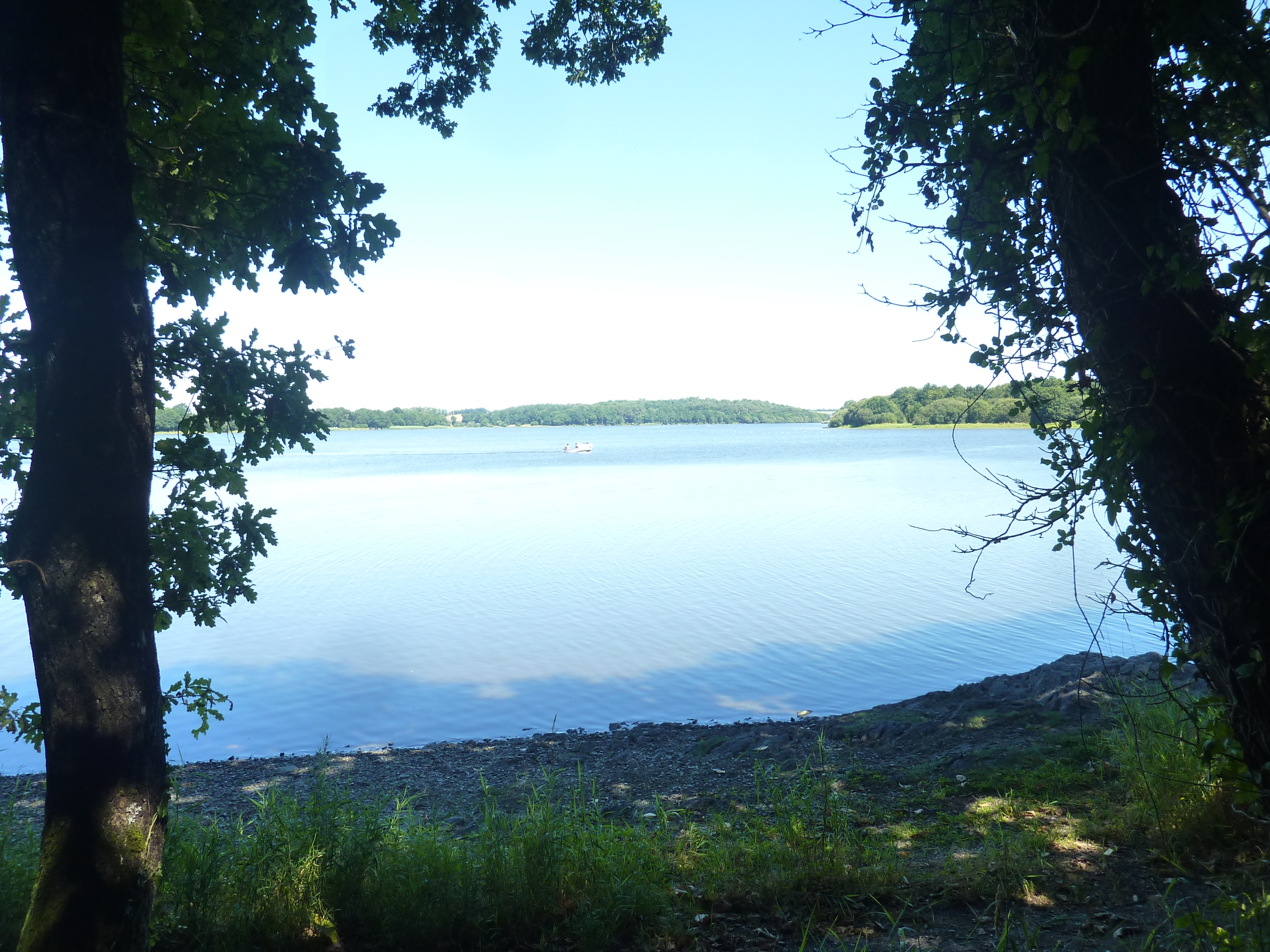
Le Lac-au-Duc vu depuis sa rive ouest, côté Taupont.

Commune riveraine du Lac au Duc (Étang au Duc), tributaire de l'Yvel (qui sépare côté sud-est Taupont de Ploërmel) et est un affluent de rive gauche de l'Oust, le réseau hydrographique est aussi constitué de deux affluents de l'Yvel : le modeste Ruisseau de Saint-Jean à l'est forme dans sa partie aval la limite avec Loyat et le Ninian, qui sépare Taupont d'Helléan et Guillac ; un affluent de ce dernier cours d'eau, le Léverin, traverse la partie nord-ouesrt de la commune.

### Hydrographie
Pour un article plus général, voir Réseau hydrographique du Morbihan.
La commune est située dans le bassin Loire-Bretagne. Elle est drainée par le Ninian, l'Yvel, le Léverin, le Moulin de Miny, le ruisseau de Saint-jean et divers autres petits cours d'eau,.
Le Ninian, d'une longueur de 60 km, prend sa source dans la commune de Laurenan et se jette  dans le canal de Nantes à Brest à Val d'Oust, après avoir traversé 16 communes.  Les caractéristiques hydrologiques du Ninian sont données par la station hydrologique située sur la commune. Le débit moyen mensuel est de 3,03 m3/s. Le débit moyen journalier maximum est de 22,2 m3/s, atteint lors de la crue du 18 janvier 2024. Le débit instantané maximal est quant à lui de 25,9 m3/s, atteint le même jour.
L'Yvel, d'une longueur de 58 km, prend sa source dans la commune de Saint-Vran et se jette  dans le Ninian sur la commune, après avoir traversé douze communes. 
Le Léverin, d'une longueur de 27 km, prend sa source dans la commune de Ménéac et se jette  dans le Ninian à Helléan, après avoir traversé sept communes. 

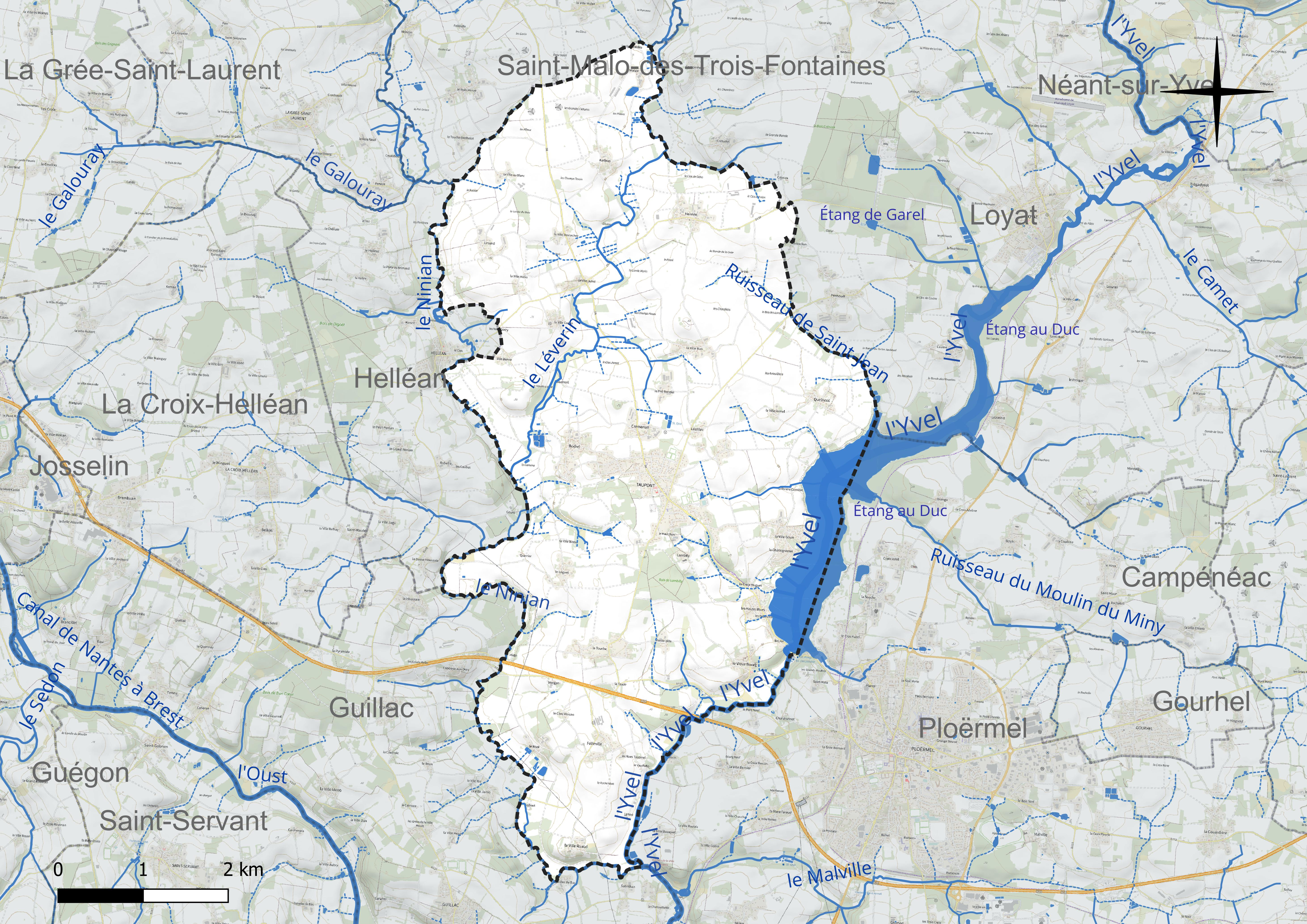
Réseau hydrographique de Taupont.

Un plan d'eau complète le réseau hydrographique : l'étang au Duc, d'une superficie totale de 207,7 ha (102,07 ha sur la commune),.

### Climat
Pour des articles plus généraux, voir Climat de la Bretagne et Climat du Morbihan.
En 2010, le climat de la commune est de type climat océanique franc, selon une étude du CNRS s'appuyant sur une série de données couvrant la période 1971-2000. En 2020, Météo-France publie une typologie des climats de la France métropolitaine dans laquelle la commune est exposée à un climat océanique et est dans la région climatique  Bretagne orientale et méridionale, Pays nantais, Vendée, caractérisée par une faible pluviométrie en été et une bonne insolation. Parallèlement l'observatoire de l'environnement en Bretagne publie en 2020 un zonage climatique de la région Bretagne, s'appuyant sur des données de Météo-France de 2009. La commune est, selon ce zonage, dans la zone « Intérieur Est », avec des hivers frais, des étés chauds et des pluies modérées.
Pour la période 1971-2000, la température annuelle moyenne est de 11,5 °C, avec une amplitude thermique annuelle de 12,5 °C. Le cumul annuel moyen de précipitations est de 859 mm, avec 13,3 jours de précipitations en janvier et 6,6 jours en juillet. Pour la période 1991-2020, la température moyenne annuelle observée sur la station météorologique la plus proche, située sur la commune de Ploërmel à 4 km à vol d'oiseau, est de 12,0 °C et le cumul annuel moyen de précipitations est de 767,2 mm,. Pour l'avenir, les paramètres climatiques de la commune estimés pour 2050 selon différents scénarios d'émission de gaz à effet de serre sont consultables sur un site dédié publié par Météo-France en novembre 2022.

### Transports
La commune est traversée dans sa partie sud par la Route nationale 24, axe routier Rennes - Lorient, aménagé en voie express ; Taupont est desservi par les échangeurs de Ronsouze (en direction de l'est) et de la Pyramide (en direction du sud-ouest), relativement éloignés du territoire communal.
La commune n'est véritablement desservie que par des axes routiers secondaires : la D 8 (de Ploërmel à Saint-Malo-des-Trois-Fontaines et Mohon) traverse le Nouveau Bourg de Taupont.

### Habitat et paysages
Taupont présente un paysage agraire traditionnel de bocage avec un habitat dispersé constitué de plusieurs gros hameaux (Bodiel, Crémenan, Quelneuc, la Ville Buo, Henlée et le Vieux Bourg étant les principaux) et de nombreuses écarts isolés.
La commune connaît, en raison de sa proximité avec Ploërmel, une rurbanisation notable, notamment aux alentours du Nouveau Bourg en direction des hameaux de Bodiel et du Haut Bois, ou encore du hameau de la Touche, dans la partie sud de la commune. Un habitat résidentiel a aussi essaimé le long de la rive ouest du Lac au Duc, autour des lieux-dits les Hautes Rives, la Châtaigneraie et la Ville Goyat bénéficiant à la fois de la proximité de Ploërmel et de points de vue sur le lac.
Taupont possède de nombreuses parcelles boisées disséminées un peu partout sur son territoire ; le Bois de Lambilly, aux alentours du château éponyme, est le bois le plus étendu.

## Urbanisme

### Typologie
Au 1er janvier 2024, Taupont est catégorisée commune rurale à habitat dispersé, selon la nouvelle grille communale de densité à sept niveaux définie par l'Insee en 2022.
Elle est située hors unité urbaine. Par ailleurs la commune fait partie de l'aire d'attraction de Ploërmel, dont elle est une commune de la couronne,. Cette aire, qui regroupe 19 communes, est catégorisée dans les aires de moins de 50 000 habitants,.

### Occupation des sols

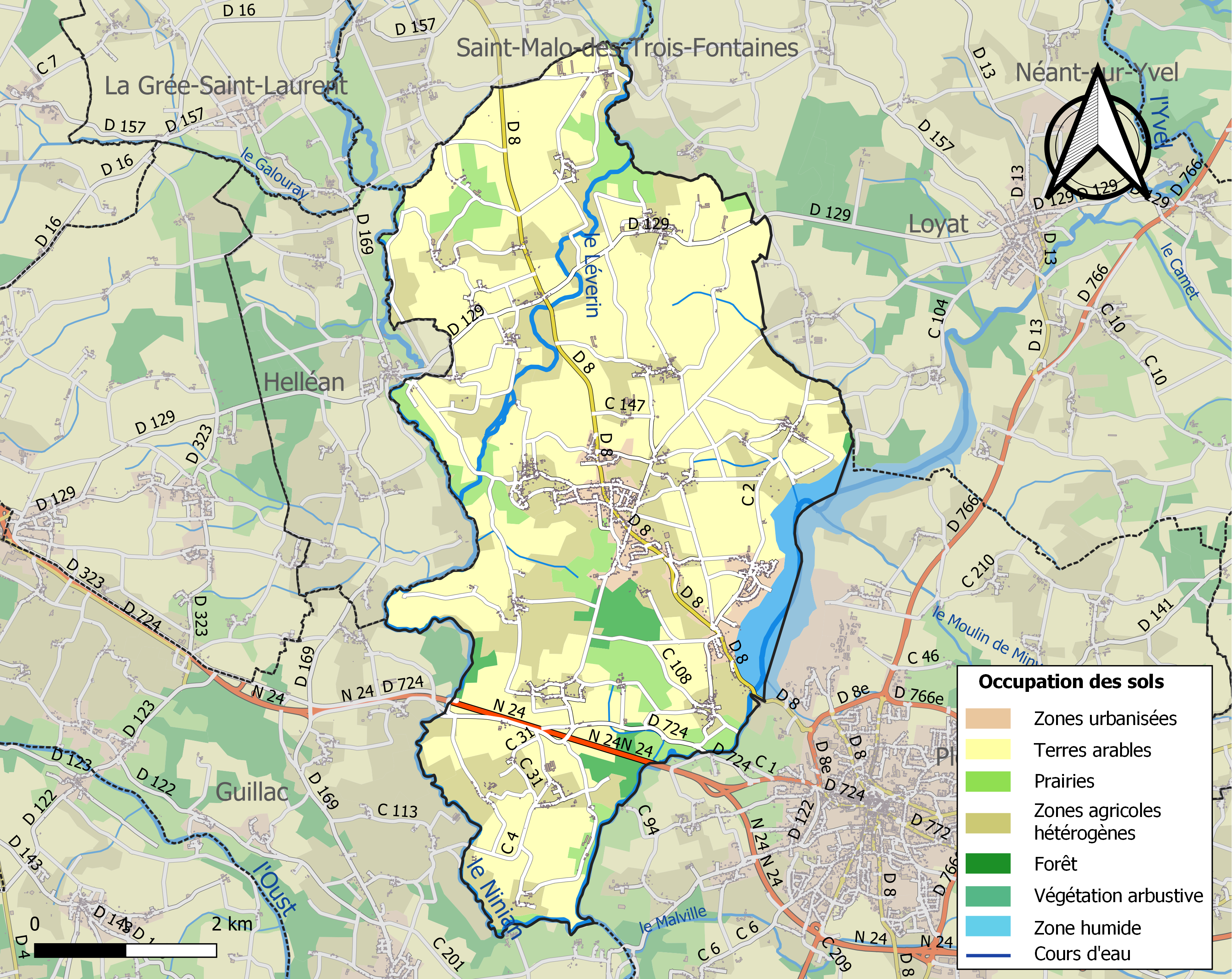
Carte des infrastructures et de l'occupation des sols de la commune en 2018 (CLC).

Le tableau ci-dessous présente l'occupation des sols de la commune en 2018, telle qu'elle ressort de la base de données européenne d’occupation biophysique des sols Corine Land Cover (CLC).
| Type d’occupation                                                                   | Pourcentage | Superficie (en hectares) |
| ----------------------------------------------------------------------------------- | ----------- | ------------------------ |
| Tissu urbain discontinu                                                             | 4,3 %       | 130                      |
| Terres arables hors périmètres d'irrigation                                         | 55,6 %      | 1698                     |
| Prairies et autres surfaces toujours en herbe                                       | 8,8 %       | 270                      |
| Systèmes culturaux et parcellaires complexes                                        | 22,5 %      | 686                      |
| Surfaces essentiellement agricoles interrompues par des espaces naturels importants | 2,8 %       | 85                       |
| Forêts de feuillus                                                                  | 2,3 %       | 70                       |
| Forêts de conifères                                                                 | 0,07 %      | 2                        |
| Forêts mélangées                                                                    | 0,3 %       | 10                       |
| Plans d'eau                                                                         | 3,3 %       | 102                      |
| Source : Corine Land Cover                                                          |             |                          |

## Toponymie
Le nom de la localité est attesté sous les formes Taupont en 1330,Tauppont en 1399, Taulpont en 1476, Taupon en 1801.
Taupont est issu du breton tal « front », « tête » (voir talus), « près de » et pont « pont ». Taupont se dit Talbont en breton, signifiant « le bout du pont », « face au pont, devant le pont », « le lieu près du pont ». Taoupont en gallo.

## Histoire

### Préhistoire et Antiquité
Aucun monument préhistorique n'est recensé sur le territoire communal.
Taupont n'a pas conservé de traces significatives de la présence romaine, mais le site du Vieux Bourg est proche du gué sur l'Yvel, lieu de passage privilégié.

### Moyen-Âge
Taupont est issu du démembrement de la paroisse de Ploërmel. La paroisse, qui dépendait du diocèse de Saint-Malo fut, vers le XIe siècle, donnée à l'abbaye Saint-Gildas de Rhuys qui y fonda le prieuré Saint-Golven (sa chapelle étant dédiée à Saint-Nicolas), dont le prieur était aussi recteur de la paroisse. Par la suite, à une date imprécisée, le prieuré ne fut plus habité et tomba en commende, l'abbaye de Rhuys gardant un temps le droit de présentation du chapelain de la chapelle Saint-Nicolas.
Selon A. Marteville et P. Varin « Le Clos appartenait aux seigneurs de Trégarantec. Un de leurs cousins étant poursuivi comme blasphémateur, ils obtinrent qu'il leur fût remis, et l'enfermèrent au Clos, où ils tachèrent de le ramener à de meilleurs sentiments. Sur son refus obstiné, ils le livrèrent à deux de leurs agents et à un carme. Il fut confessé et noyé dans l'Étang-au-Duc. Le roi leur fit grâce en 1494 ».
Un seigneur de Lambilly participa à la Septième croisade en 1248. Le château de Lambilly, haute justice et maison seigneuriale de la paroisse, appartenait, en 1360, à Jean de Lambilly. Jean, son fils, fut grand chambellan et premier gentilhomme du duc Jean IV, en 1487. Robert de Lambilly fut élu Capitaine des Francs-Archers de l'Évêché de Vannes. (..). Le manoir de Cremenan appartenait, en 1400, à Jean de Lambilly ; la Ville-Eau-de-Vache, à Jean de Castel ; et la Rivière, à Guillaume Brehault.

### Temps modernes

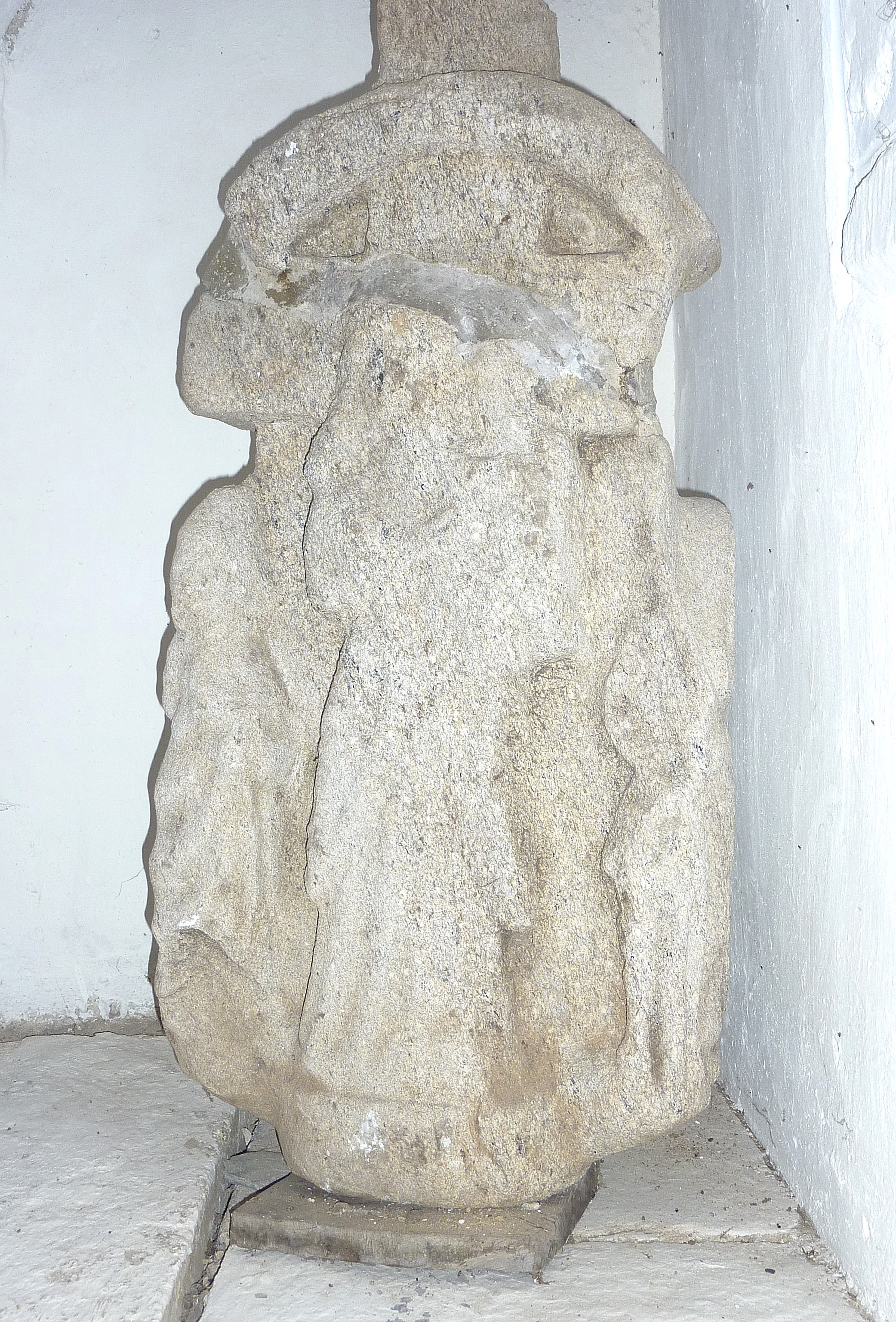
Église Saint-Golven de Taupont ː la croix de la maladrerie (vue partielle).

L'abbé François Cohalan, fut aumônier de la Compagnie des Indes orientales, puis à partir de 1720 curé de la paroisse Saint-Louis à L'Orient (Lorient). Le peintre vannetais Jean-Vincent Lhermitais (1700-1758) a peint son portrait qui appartient à la commune de Taupont, mais qui est prêté depuis 1979 au Musée de la Compagnie des Indes.
En 1774 Taupont avait 6 chapelles : Saint-Nicolas (qui dépendait toujours de l'abbaye Saint-Gildas de Rhuys) ; Saint-Cornély (située à Henlée) ; Saint-Étienne (à Crémenan) ; Saint-Gildas (à Quelneuc) ; Sainte-Anne (à Lézillac) et la chapelle privée du château de Lantilly. La paroisse disposait de 2 chapellenies et a dû avoir à un moment une maladrerie car une croix en conserve le nom. La paroisse dépendait du doyenné de Porhoët.

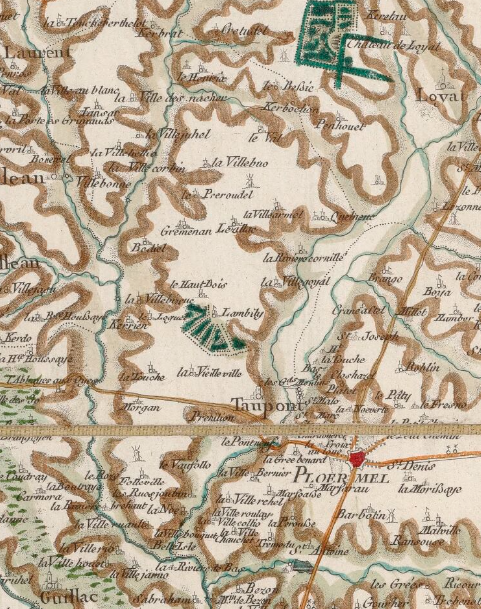
Carte de Cassini de la paroisse de Taupont (1789).

L'ancienne châtellenie de Lambilly possédait « haute, moyenne et basse justice en la paroisse de Taupont, manoir avec chapelle, colombier, fuie, jardin et parc, droits de fondation en l'église de Taupont avec enfeu prohibitif, droits de coutume à la Foire fleurie à Ploërmel ». La famille était baron de Kergroix (en Remungol) depuis l'acquisition de cette baronnie en 1651 et devinrent marquis de Baud, Kermeno (en Pluméliau) et Remungol en 1724.
Jean-Baptiste Ogée décrit ainsi Taupont en 1778 :

« Taupont ; dans un vallon ; à 18 lieues au Sud-Sud-Ouest de Saint-Malo , son évêché ; à 12 lieues un quart de Rennes ; et à un tiers de lieue de Ploërmel , sa subdélégation et son ressort. Cette paroisse relève du Roi, et compte 1 900 communiants : la cure est à l'alternative. Le territoire , couvert d'arbres et buissons, et arrosé des eaux des rivières au Duc et d' Oust [faux, l'Oust ne passe pas à Taupont] , est plein de collines et de vallons ; ses productions sont les grains et le cidre. Parmi les arbres fruitiers , on y remarque une quantité prodigieuse de cerisiers , dont les fruits sont renommés dans le canton. »

### Révolution française
En 1790, Taupont devient une commune , dépendant du canton de Loyat et du district de Ploërmel. En 1801, Taupont est rattaché au canton de Ploërmel et au diocèse de Vannes.
Le recteur G. Hervé, refuse de prêter le serment de fidélité à la Constitution civile du clergé et, devenu prêtre réfractaire, dut s'exiler en 1781. Les restes de l'ancien prieuré furent vendus comme biens nationaux.

### LeXIXesiècle
Félix Guérin de la Houssaye, un des responsables de l'insurrection légitimiste du Morbihan en 1831, se serait caché un temps au château de Lambilly.

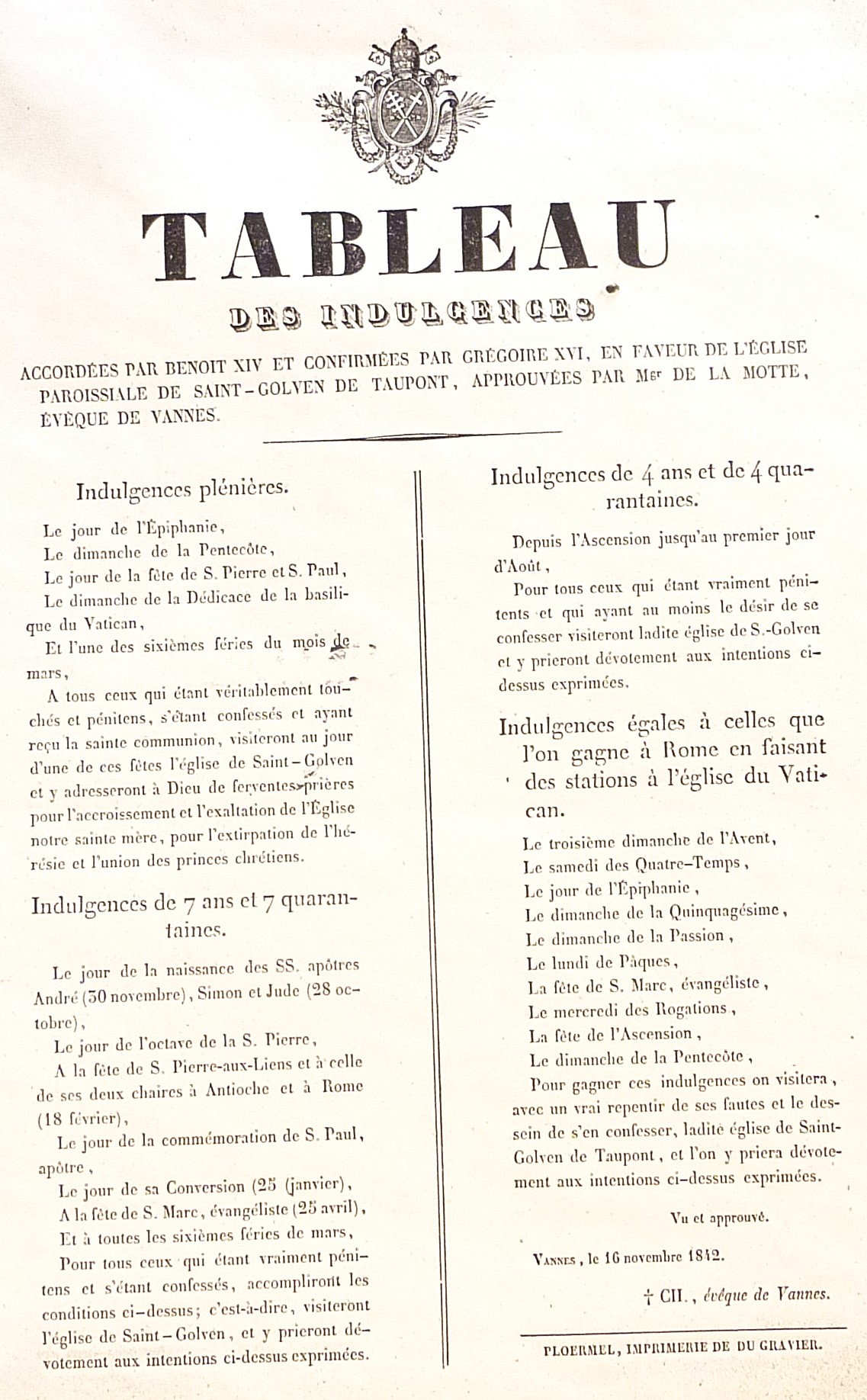
Église Saint-Golven de Taupont ː liste des indulgences accordées par le pape Benoît XIV et confirmées par le pape Grégoire XVI en faveur des pèlerins venant prier dans l'église (liste publiée le 18 novembre 1842 par l'évêque de Vannes Charles-Jean de La Motte de Broons de Vauvert).

A. Marteville et P. Varin, continuateurs d'Ogée, décrivent ainsi Taupont en 1853 :

« Taupont : commune formée de l'ancienne paroisse de ce nom ; aujourd'hui succursale ; chef-lieu de perception. (..) Principaux villages : les Fontenelles, la Ville-au-Blanc, Kerinsant, la Ville-Juhel, Kerbras, le Henté, la Ville-Bruo, Ville-Bonne, Cremenan, Bodiel, Lezillac, la Ville-Goyat, Loguel, la Touche, Folle-Ville, Lambily, le Perondes, Quelneuc, la Ville-Corbin, la Ville-Armel. Moulins à eau de Hugo, Neuf, Bréhant, de Beaumont. Plusieurs cours d'eau arrosent cette commune, ce sont : au nord, le Passoir : à l'est, l'Étang au Duc et le cours d'eau qui en sort ; au sud, l'Yvel ; enfin celui du château Trau traverse le territoire du nord à l'ouest . (..) La route de Josselin à Ploërmel passe à l'extrémité ouest, et celle de la Trinité à Ploërmel au nord. (..) Géologie : schiste argileux. On parle le français [en fait le gallo]. »

Mathurin Martin, soldat du 2e régiment de voltigeurs de la Garde, participa à la Guerre de Crimée, fut gravement blessé à la tête lors de l'assaut de Malakoff, mais survécut.
En 1854 la commune de Teupont, ainsi que de nombreuses communes des alentours, est ravagée par une épidémie de dysenterie. Des épidémies de donitenthérie frappèrent Taupont en 1857 et 1862. Des épidémies successives de variole font 50 malades (1 décès) en 1886, 300 malades (27 décès) en 1867, 45 malades (10 décès) en 1868 et 35 malades (1 décès) en 1871.
Un établissement des Filles du Saint-Esprit est créé en 1859 à Henlée, en Taupont.

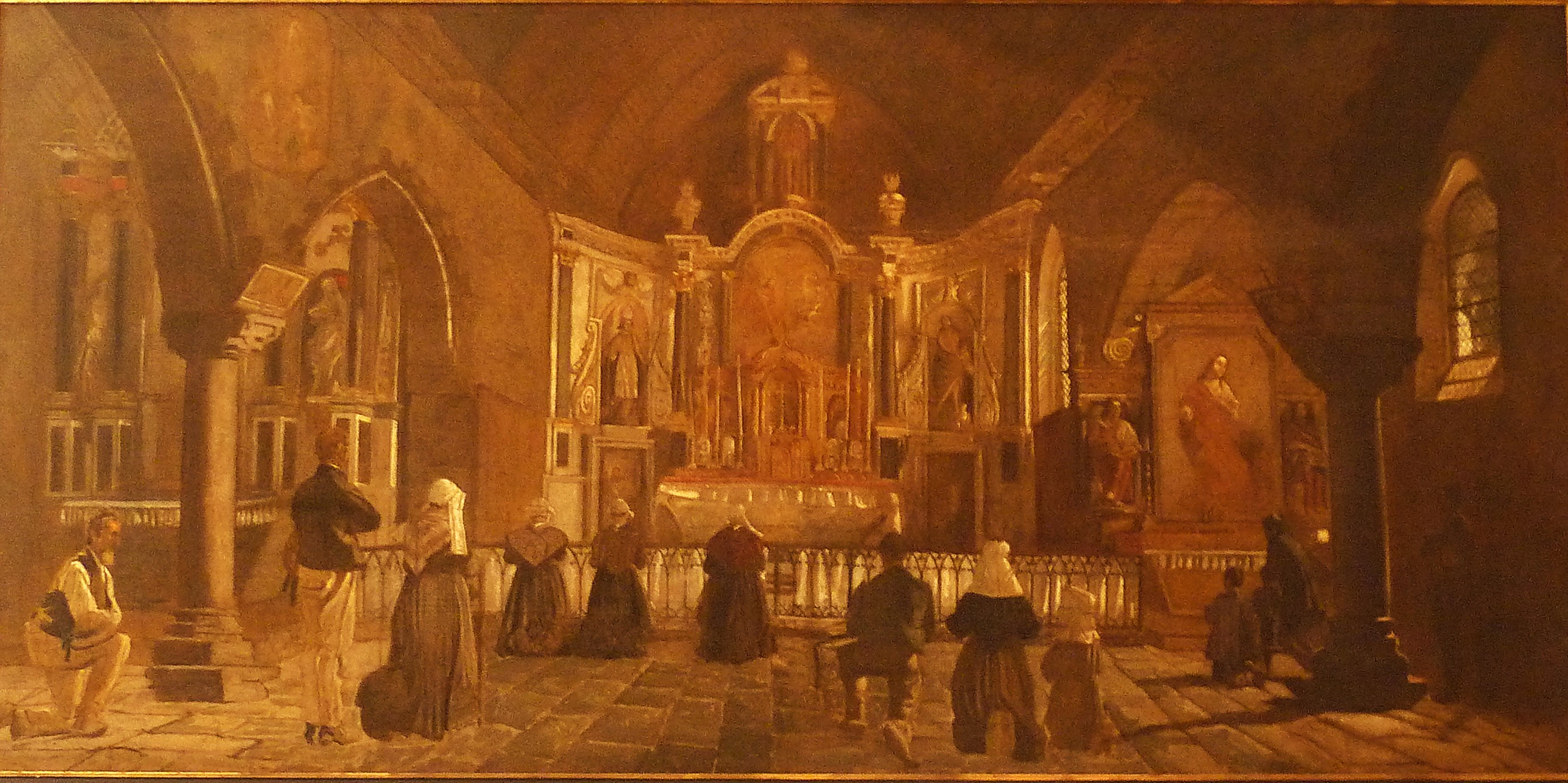
Fernand Combes ː l'église du Vieux Bourg de Taupont vers 1900 (tableau situé dans l'église).

Le chef-lieu de la commune est transféré à compter du 1er janvier 1860, au hameau de la Lande-du-Haut-Bois. Le bourg ancien n'était qu'à 2 kilomètres de Ploërmel ; le nouveau, est à 5 kilomètres de cette ville et en position plus centrale dans le finage communal. L'ancienne église Saint-Golven reste église paroissiale jusqu'en 1875, année de la consécration de la nouvelle église Saint-Golven, dans le nouveau bourg.

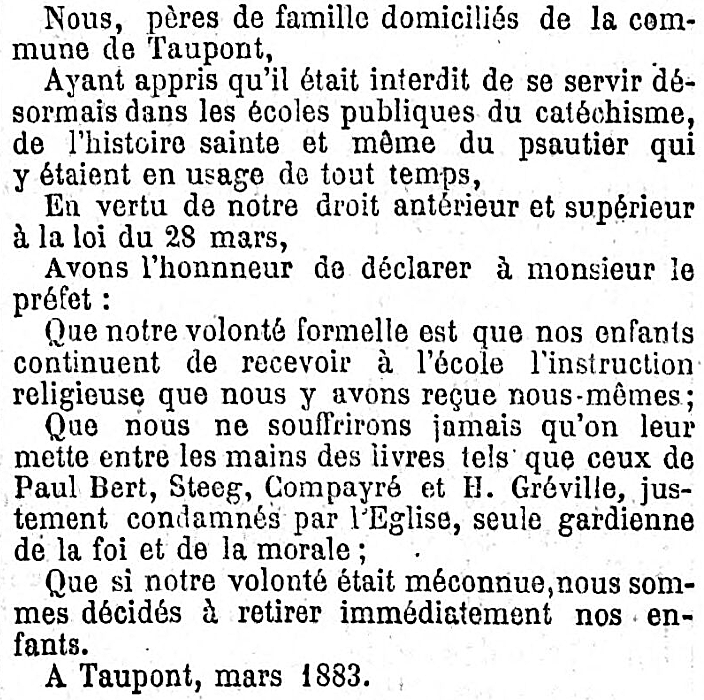
Pétition de pères de famille de Taupont adressée en mars 1883 au préfet du Morbihan et protestant contre la loi du 28 mars 1882 (journal L'Univers).

Jean Boullé fut zouave pontifical entre 1861 et 1864.
En 1882 le conseil municipal de Taupont choisissant ses 5 représentants à la commission scolaire désigna le recteur, un de ses vicaires, le comte de Lambilly et deux autres personnes « afin de maintenir les droits du clergé à la surveillance de l'enseignement primaire ». En mars 1883 572 pères de famille de Taupont adressent une lettre au préfet du Morbihan dans laquelle ils s'indignent de la loi du 28 mars 1882, publiée au JORF du 29 mars sur l'enseignement primaire obligatoire et regrettent que l'enseignement ne se limite pas à l'apprentissage du catéchisme, de l'Histoire sainte et du psautier comme c'était le cas jusque-là.
Le 24 mars 1896 l'évêque de Vannes, Jean-Marie Bécel, prononça en l'église de Taupont l'éloge funèbre du comte Gabriel de Lambilly, lequel fut édité.
Selon Paul Sébillot vers la fin du XIXe siècle les habitants de Loyat étaient réputés plus actifs et plus avisés que les gens de Taupont, traités par eux du terme péjoratif de Licois.

### LeXXesiècle

#### La Belle Époque

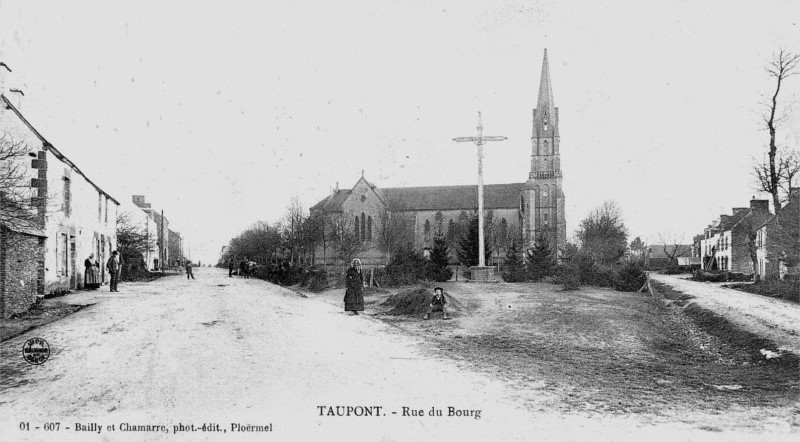
Le bourg de Taupont vers 1910 : calvaire et nouvelle église Saint-Golven (carte postale).

En 1900, un gendarme en retraite, Féderlen, qui avait obtenu la gestion du bureau de tabac, se le vit retirer par le préfet (aux ordres du gouvernement Waldeck-Rousseau) aux motifs qu'il allait à la messe, que l'aîné de ses enfants était missionnaire et que le second faisait ses études au collège Saint-François Xavier de Vannes.
« Le gouvernement ne vous paie pas pour faire des curés » lui a-t-on dit.
Selon Eugène Herpin, les fidèles priaient dans le Vieux Bourg un saint imaginaire, saint Taupont, qui guérissait les malades, surtout les malades imaginaires précise l'auteur, à condition que ceux-ci veuillent « bien aller se frotter le ventre à une pierre bien connue dans le pays ».

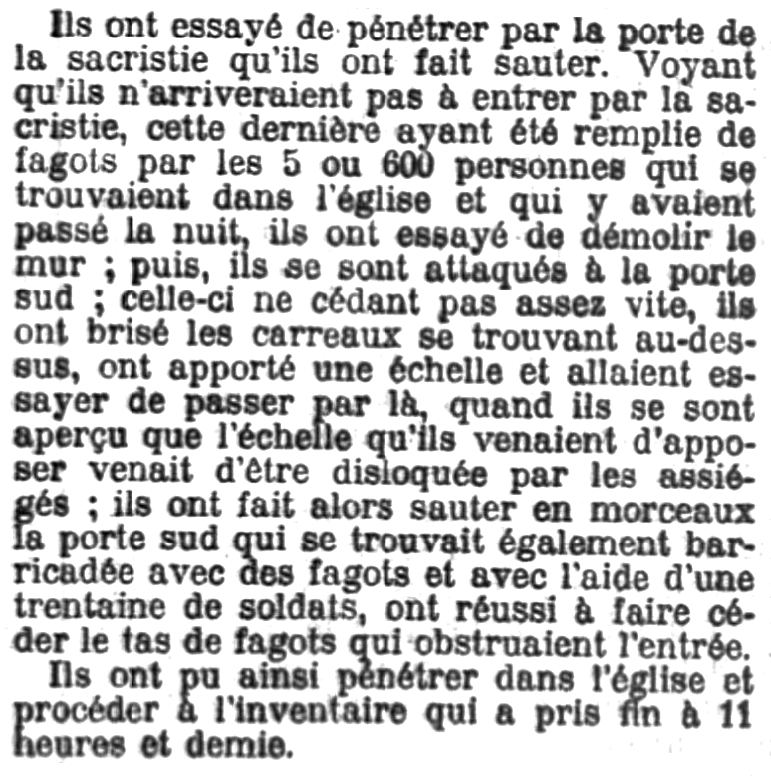
Taupont ː extrait d'un article racontant l'entrée par effraction des forces de l'ordre dans l'église afin de procéder à l'inventaire (journal L'Ouest-Éclair du 10 mars 1906).

Le 7 mars 1906, « le receveur de l'enregistrement de Ploërmel, accompagné du commissaire de police et de trois compagnies de soldats d'infanterie et d'un peloton de dragons, s'est rendu à Taupont pour procéder à l'inventaire de l'église. Ils sont arrivés vers 8 h.½ du matin. La troupe a commencé par faire circuler la foule qui stationnait aux abords de l'église et les agents de la loi se sont présentés pour pénétrer dans l'église. Le recteur et M. de Lambilly, conseiller général, président de la fabrique, ont lu une protestation (..). Le commissaire de police a aussitôt fait les sommations légales » avant de pénétrer de force en faisant sauter une porte qui était barricadée par un tas de fagots dans l'église où 500 à 600 personnes avaient passé la nuit et les autorités purent procéder à l'inventaire.
En octobre 1908 une épidémie de dysenterie sévit à Taupont, faisant au moins 5 morts. Le journal L'Ouest-Éclair écrit le 21 octobre 1908 : « L'épidémie de dysenterie sévit toujours dans la commune de Taupont et aux environs, où la population est consternée. (..) Au village du Loguel en Taupont, tous les habitants sont atteints. Un médecin y a visité 32 malades de suite. (..) ».
Un décret du Président de la République en date du 20 janvier 1911 « attribue à la commune de Taupont, à défaut de bureau de bienfaisance, les biens ayant appartenu à la fabrique de l'église de Taupont et actuellement placés sous séquestre ». Le décret précise aussi qu'une maison située au Nouveau Bourg et affectée à usage scolaire, qui appartenait aussi à la fabrique, est également attribuée à la commune de Taupont.
Le 31 août 1911 le préfet du Morbihan approuve par arrêté le projet de construction à Taupont d'un groupe scolaire à une classe pour chaque sexe.

#### La Première Guerre mondiale
La liste de tous les poilus de la commune qui ont été mobilisés est disponible sur un site Internet.
Le monument aux morts de Taupont porte les noms de 107 soldats morts pour la France pendant la Première Guerre mondiale ; parmi eux 3 sont morts en Belgique dès août 1914 (Pierre Gru à Rossignol, Jean Prioux et Mathurin Michel à Maissin) ; 2 sont morts en Turquie en 1915 lors de la bataille de Sedd-Ul-Bahr (Joseph Houeix et Eugène Renaud) ; 3 en Grèce dans le cadre de l'expédition de Salonique en 1917 ou 1928 (Jean Picard disparu au combat, Joseph Ruyet et François Tancray de maladie) ; Jean Olivier (gravement blessé à Verdun) et Jean Taupinel sont morts en captivité en Allemagne ; tous les autres sont morts sur le sol français (61 d'entre eux ont été décorés de la Médaille militaire et de la Croix de guerre).
Golven Querbouët a laissé un livret où il décrit et dessine sa vie au front.
Dès le 12 novembre 1916, le conseil municipal de Taupont décide d'élever dans le cimetière, après la guerre, un monument à la mémoire des soldats morts au service de la patrie. Une souscription est organisée en mars 1919 pour financer en partie les frais d'érection du monument, dont le devis est signé en octobre 1920. L'inauguration  lieu le 19 février 1922 et la grille l'entourant est apposée en mars 1924.

#### L'Entre-deux-guerres
La ligne de chemin de fer d'intérêt local à voie métrique des Chemins de fer du Morbihan allant de Ploërmel à La Trinité-Porhoët (via Taupont, Helléan, Saint-Malo-des-Trois-Fontaines et Mohon), est déclarée d'utilité publique par la loi du 1er mai 1911 ; elle ouvre le 5 octobre 1915 mais ferme en 1939.
Armel Thétiot, surnommé "Tonton Armel" a animé à partir de 1925 une troupe théâtrale qui devint célèbre dans toute la région ; il anime aussi le football local qui commence à être joué en 1932 ; en 1939 il participe à la création d'un groupe de musique et d'une chorale ;  il devient président du club de football du patronage l"'Aurore de Taupont" créé en 1943. Le stade municipal de Taupont porte son nom.

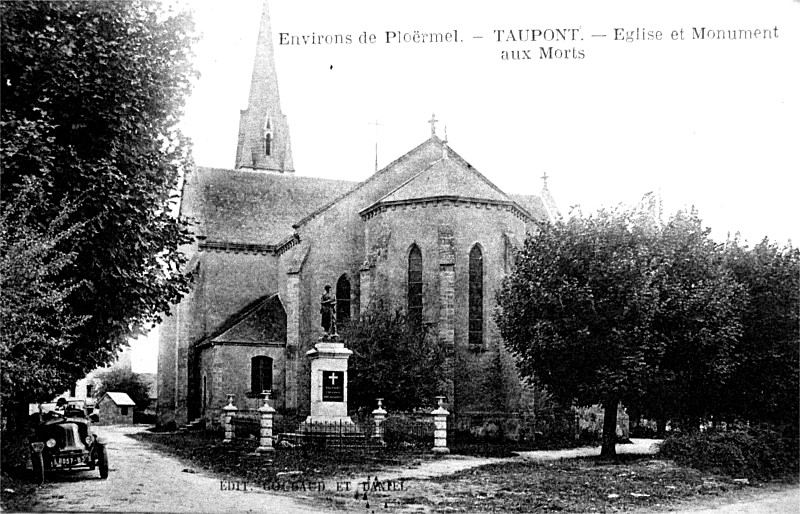
Taupont ː l'église et le monument aux morts vers 1925 (carte postale).
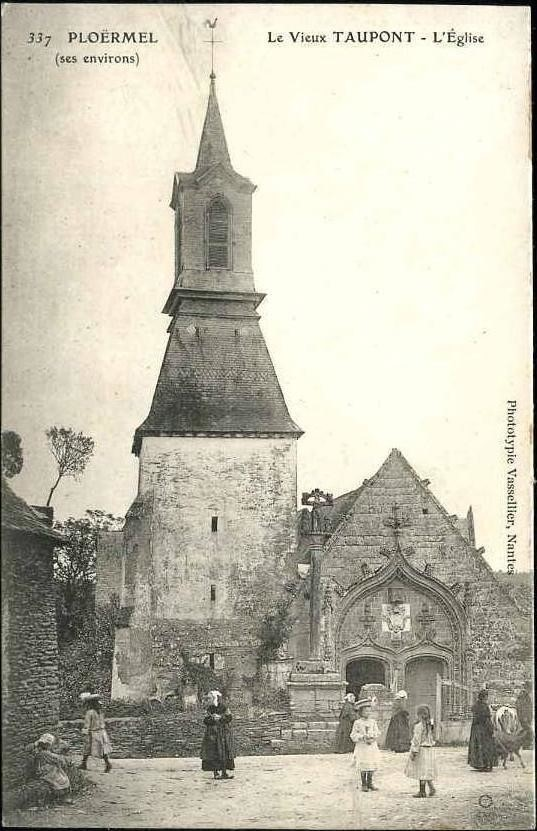
Taupont ː l'église du Vieux Bourg vers 1925 (carte postale Vasselier).
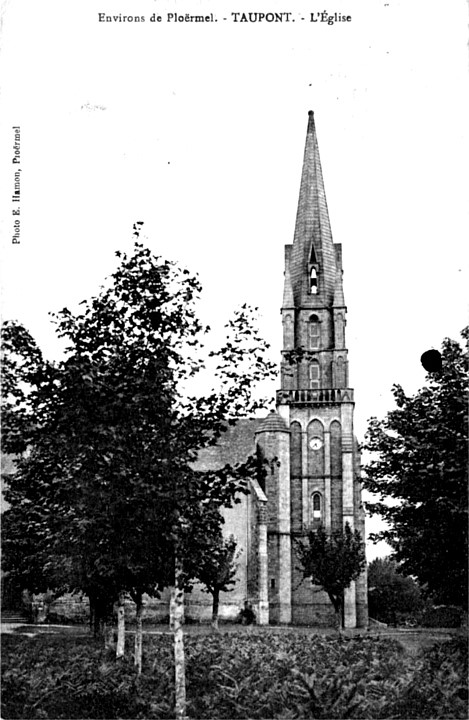
Taupont ː la nouvelle église Saint-Golven, au Nouveau Bourg, vers 1925 (carte postale).
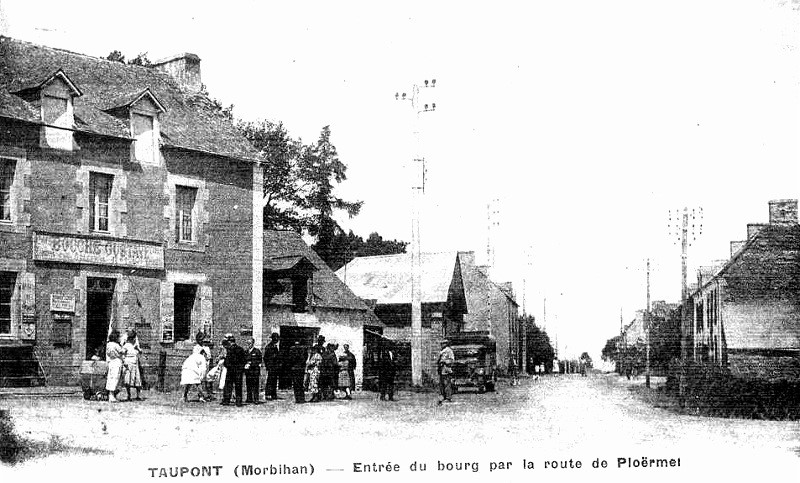
Taupont ː l'entrée du bourg par la route de Ploërmel vers 1925 (carte postale).

La fête locale organisée le 12 septembre 1937 célèbre l'inauguration du réseau électrique et la bénédiction solennelle du drapeau de la section locale de l'Union nationale des combattants ; « des drapeaux tricolores pendaient aux fenêtres, tandis que, tendues d'un mât à l'autre, de gracieuses guirlandes traversaient les rues ».

#### La Seconde Guerre mondiale
Le monument aux morts de Taupont porte les noms de 18 personnes mortes pour la France pendant la Deuxième Guerre mondiale ; parmi elles : Julien Tancray mort lors de la Campagne de France au printemps 1940 ; trois marins (Marcel Le Blay, victime du naufrage de l'aviso Vauquois le 18 juin 1940 au large du Conquet, Goulven Delanoë lors du naufrage le 25 juin 1941 du sous-marin Souffleur torpillé par le HLS Parhian au large de Beyrouth et François Boucher mort des suites de ses blessures à bord du croiseur Georges Leygues le 15 avril 1945 au Viet-Nam) ; Ange Bouix est mort en captivité en Autriche en 1944 et Adolphe Le Quitte, victime d'une rafle à Loyat le 20 janvier 1944 et déporté au camp de concentration de Mauthausen, est mort dans ce même pays le 13 février 1945 ; Mathurin Rivière est mort en captivité en Allemagne ; Alain Adelys, résistant, est tué le 4 août 1944 à Loyat après qu'il a lui-même tué deux soldats allemands ; Eugène Blanche le 8 juin 1944 à Taupont, Julien Quatreville et Jean Sassier le 14 juin 1944 à Ploërmel après avoir été torturés ont été fusillés par les Allemands ; Jean Le Quitte, Victor Pavoine et Marcel Guillemaud sont des victimes civiles, tués lors de bombardements.

#### L'après Seconde Guerre mondiale
Le bulletin paroissial "La voix de Saint-Golven" indique en janvier 1947 que trois hommes de Taupont combattent alors en Indochine : Raymond Bouché (de Créménan), Francis Pressard (de la Ville-Hello) et
Marcel Dano (de Lezillac). Ce dernier a été tué à l'ennemi le
4 mars 1949 au Tonkin.

### LeXXIesiècle

#### Le parc éolien de Beausoleil
Le parc éolien de Beausoleil, à cheval sur les communes de Taupont (3 éoliennes) et Saint-Malo-des-Trois-Fontaines (2 éoliennes) a été mis en service en 2010 par "Quénéa énergie" pour la société belge "ElectraWinds" ; d'une puissance nominale de 2 000 KWH chacune, leurs turbines ont un diamètre de 82 mètres. Une contestation s'est élevée dans toiute la région contre la multiplication des sites éoliens existants ou en projet dans les environs.

## Politique et administration
| Période                                  | Période   | Identité                     | Étiquette       | Qualité |
| ---------------------------------------- | --------- | ---------------------------- | --------------- | --- |
| Les données manquantes sont à compléter. |           |                              |                 | |
|                                          |           |                              |                 | |
|                                          |           |                              |                 | |
| avant 1810                               | 1815      | Claude Desgoulle             |                 | |
| 1815                                     | 1826      | Julien Tancray               |                 | |
| 1826                                     |           | Thomas Hippolyte de Lambilly |                 | Marquis. Mathurin Govy, alors adjoint, signe la plupart des actes d'état-civil pendant son mandat.                |
| 1833                                     | 1852      | Mathurin Govy                |                 | Propriétaire. |
| 1852                                     | 1867      | Jean-Pierre Carel            |                 | Fondateur du Nouveau Bourg de Taupont.                                                                            |
| 1867                                     | 1883      | Jean François Quatreville    |                 | Adjoint au maire, mais signe tous les actes d'état-civil de la période.                                           |
| 1883                                     | 1888      | Vincent Joubaud              |                 | Laboureur. |
| 1888                                     | 1908      | Julien Marie Tancray         | Libéral         | Cultivateur. Petit-fils de Julien Tancray, maire entre 1815 et 1826.                                              |
| 1908                                     | 1929      | Pierre Joubaud               |                 | Culivateur. Fils de Vincent Joubaud, maire entre 1883 et 1888. Démissionnaire pour raisons de santé.              |
| 1929                                     | 1962      | Joseph Joubaud               |                 | Fils du maire précédent. Cultivateur Décédé en fonction.                                                          |
| 1962                                     | mars 1965 | Félix Perrin                 |                 | Cultivateur, adjoint au maire (1953 → 1962)                                                                       |
| mars 1965                                | mars 1977 | Pierre Leclerre              |                 | Cultivateur |
| mars 1977                                | mars 2008 | Michel Malaboeuf             | DVD (app. UMP)  | |
| mars 2008                                | mars 2019 | François Blondet             | SE (app. MoDem) | Pharmacien Décédé en fonction                                                                                     |
| juin 2019 Réélu en 2020                  | en cours  | Jean-Charles Sentier         | SE              | Technicien agricole, premier adjoint 12e vice-président Ploërmel Communauté Maire par intérim de mars à juin 2019 |

## Démographie
L'évolution du nombre d'habitants est connue à travers les recensements de la population effectués dans la commune depuis 1793. Pour les communes de moins de 10 000 habitants, une enquête de recensement portant sur toute la population est réalisée tous les cinq ans, les populations de référence des années intermédiaires étant quant à elles estimées par interpolation ou extrapolation. Pour la commune, le premier recensement exhaustif entrant dans le cadre du nouveau dispositif a été réalisé en 2006.

En 2022, la commune comptait 2 400 habitants, en évolution de +8,89 % par rapport à 2016 (Morbihan : +3,82 %, France hors Mayotte : +2,11 %).
| 1793  | 1800  | 1806  | 1821  | 1831  | 1836  | 1841  | 1846  | 1851  |
| ----- | ----- | ----- | ----- | ----- | ----- | ----- | ----- | ----- |
| 2 300 | 2 294 | 2 225 | 2 202 | 2 297 | 2 404 | 2 161 | 2 310 | 2 305 |

| 1856  | 1861  | 1866  | 1872  | 1876  | 1881  | 1886  | 1891  | 1896  |
| ----- | ----- | ----- | ----- | ----- | ----- | ----- | ----- | ----- |
| 2 231 | 2 269 | 2 357 | 2 178 | 2 174 | 2 210 | 2 225 | 2 207 | 2 231 |

| 1901  | 1906  | 1911  | 1921  | 1926  | 1931  | 1936  | 1946  | 1954  |
| ----- | ----- | ----- | ----- | ----- | ----- | ----- | ----- | ----- |
| 2 100 | 2 091 | 2 052 | 1 806 | 1 813 | 1 726 | 1 744 | 1 661 | 1 487 |

| 1962  | 1968  | 1975  | 1982  | 1990  | 1999  | 2006  | 2011  | 2016  |
| ----- | ----- | ----- | ----- | ----- | ----- | ----- | ----- | ----- |
| 1 437 | 1 418 | 1 453 | 1 648 | 1 853 | 1 908 | 2 094 | 2 183 | 2 204 |

| 2021  | 2022  | - | - | - | - | - | - | - |
| ----- | ----- | - | - | - | - | - | - | - |
| 2 330 | 2 400 | - | - | - | - | - | - | - |

## Lieux et monuments
- Ancienne église Saint-Golven, au Vieux Bourg, du XIIe au XVIIe siècle, classée au titre des monuments historiques en 1990[68]. Elle possède un riche mobilier liturgique : retable du maître-autel, calices, patènes, ciboires, croix de procession, statues (saint Jean, sainte Anne, saint Golven, Christ aux outrages, Vierge à l'Enfant, etc.), poutre de gloire, reliquaire de saint Golven et saint Vincent Ferrier, 14 verrières à personnages, etc.[69].

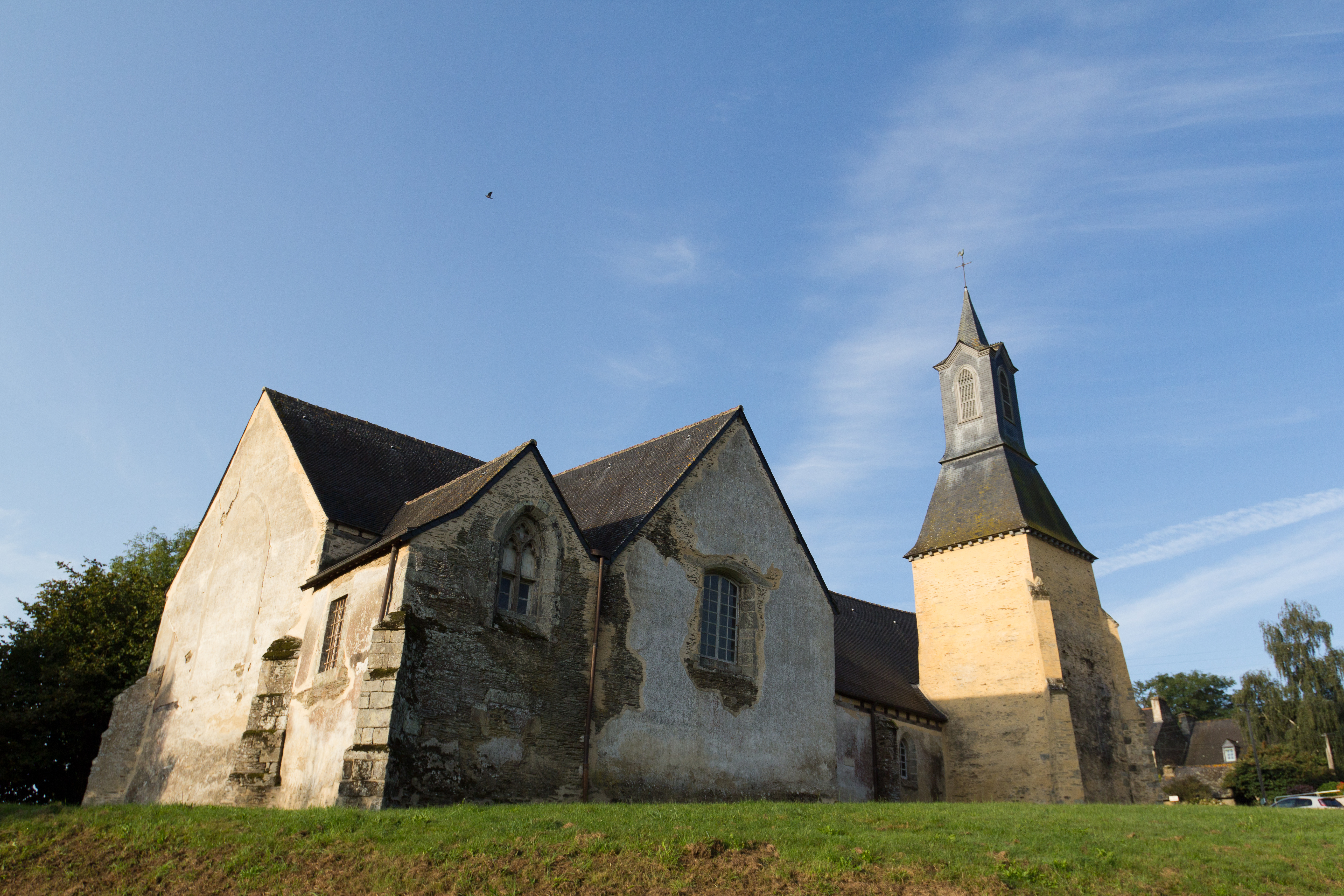
L'ancienne église Saint-Golven: vue extérieure d'ensemble.
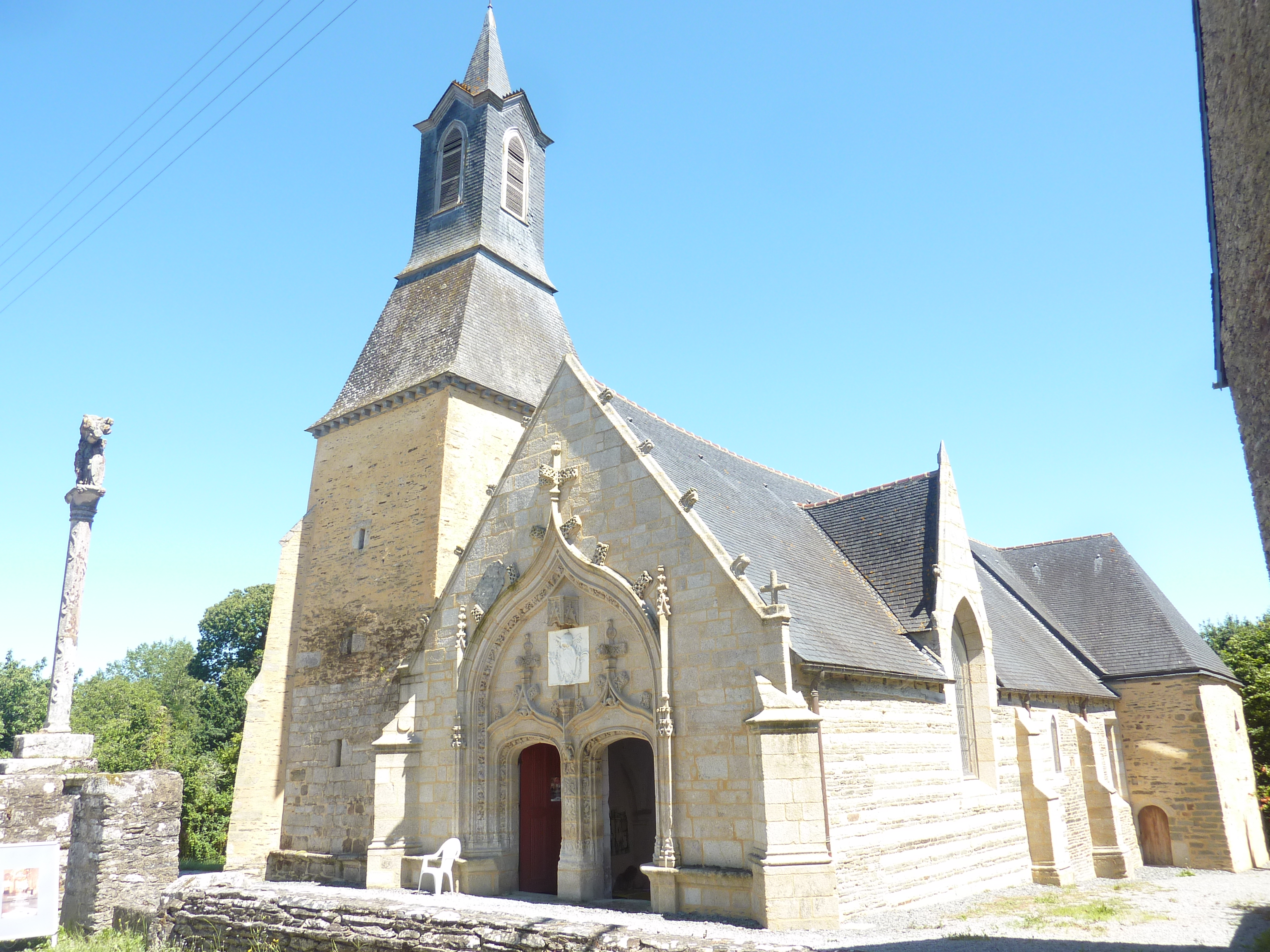
L'ancienne église Saint-Golven: vue extérieure d'ensemble.
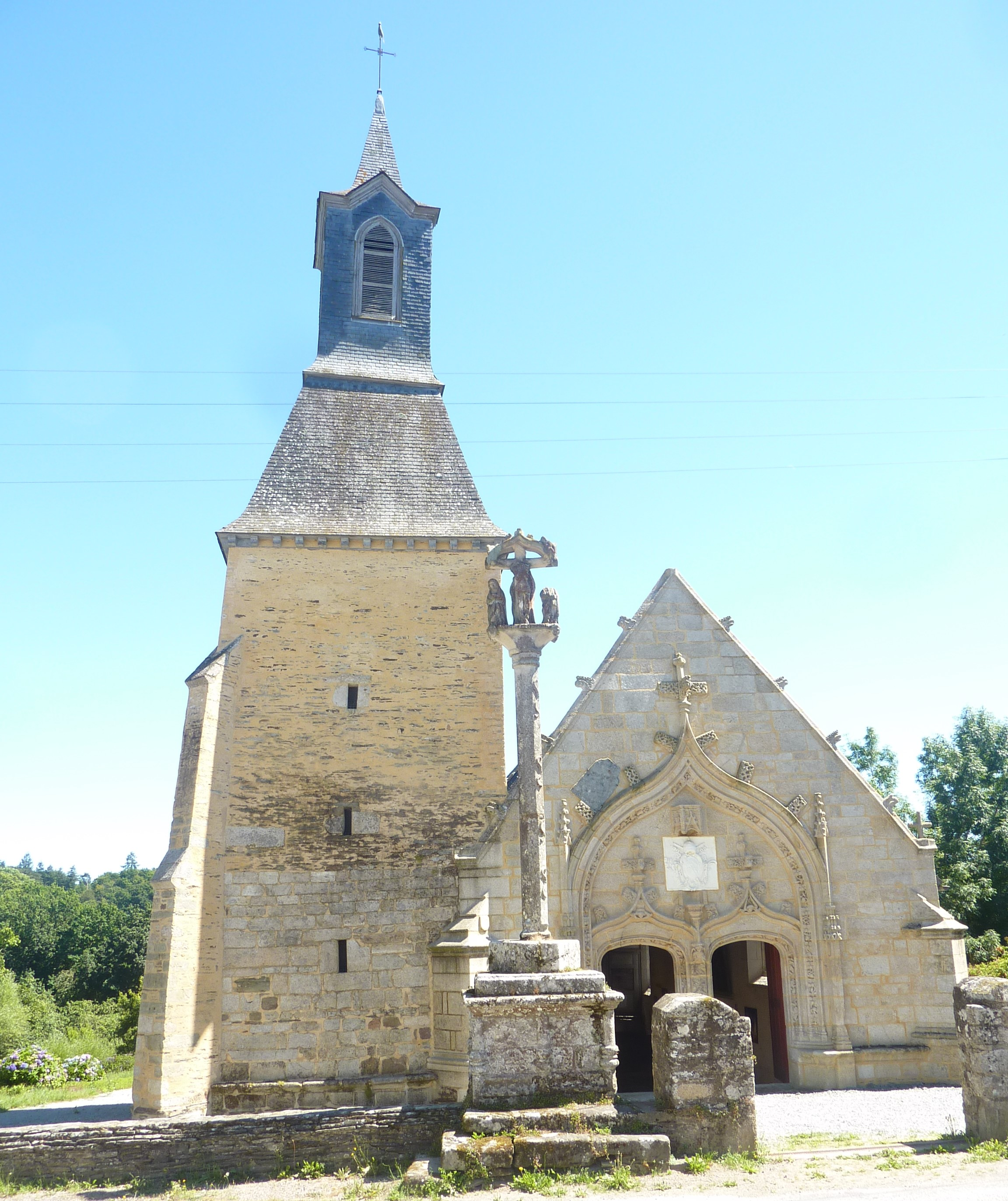
L'ancienne église Saint-Golven: la façade et le clocher.
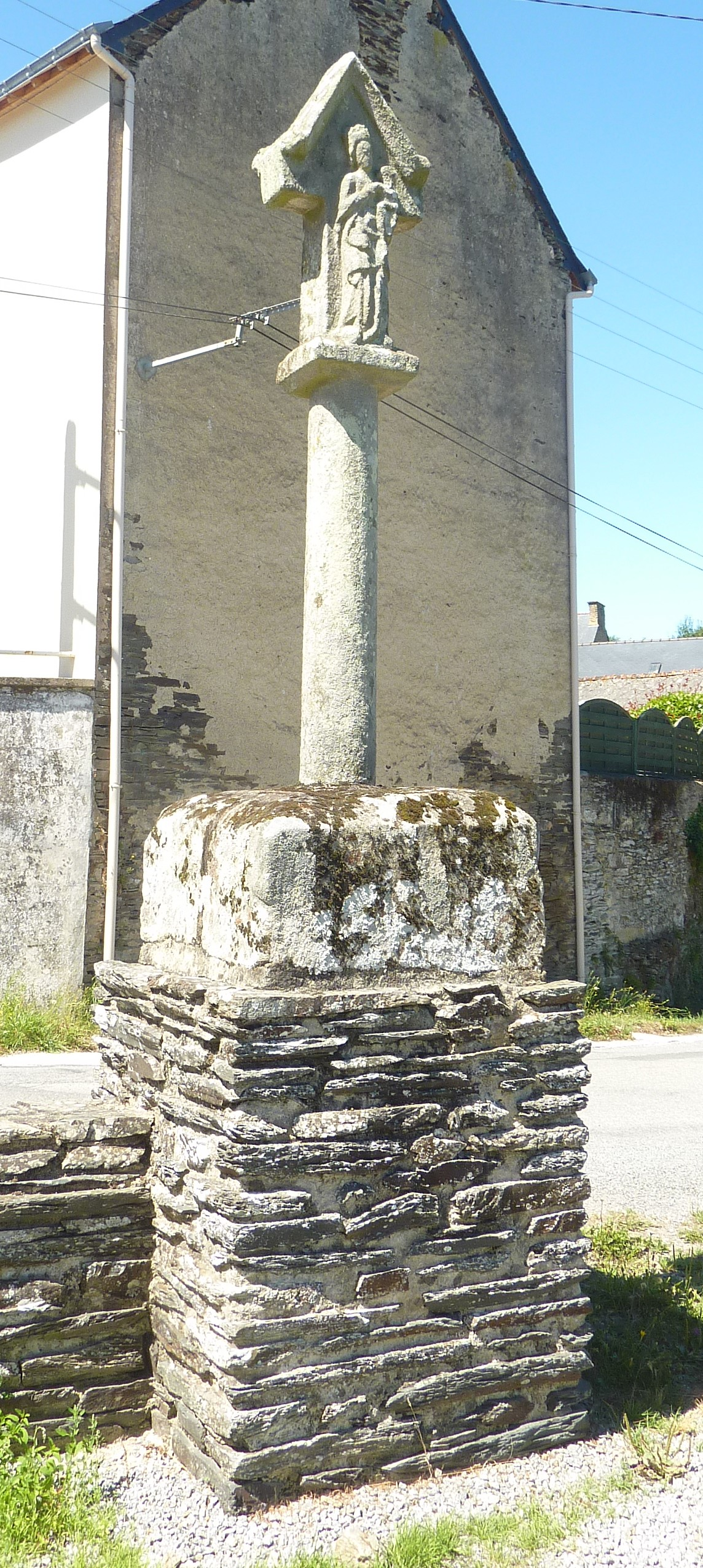
Calvaire de l'église Saint-Golven de Taupont : vue d'ensemble.
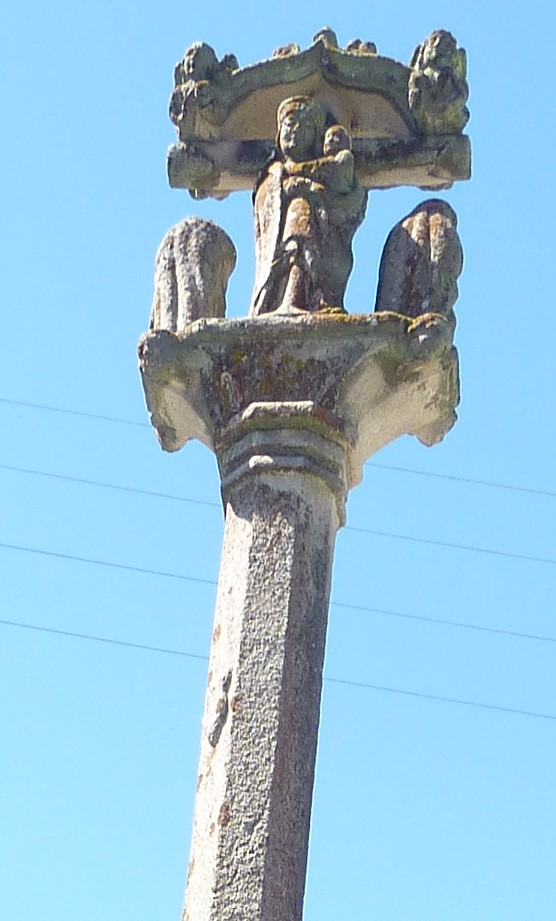
Calvaire de l'église Saint-Golven de Taupont : partie sommitale.

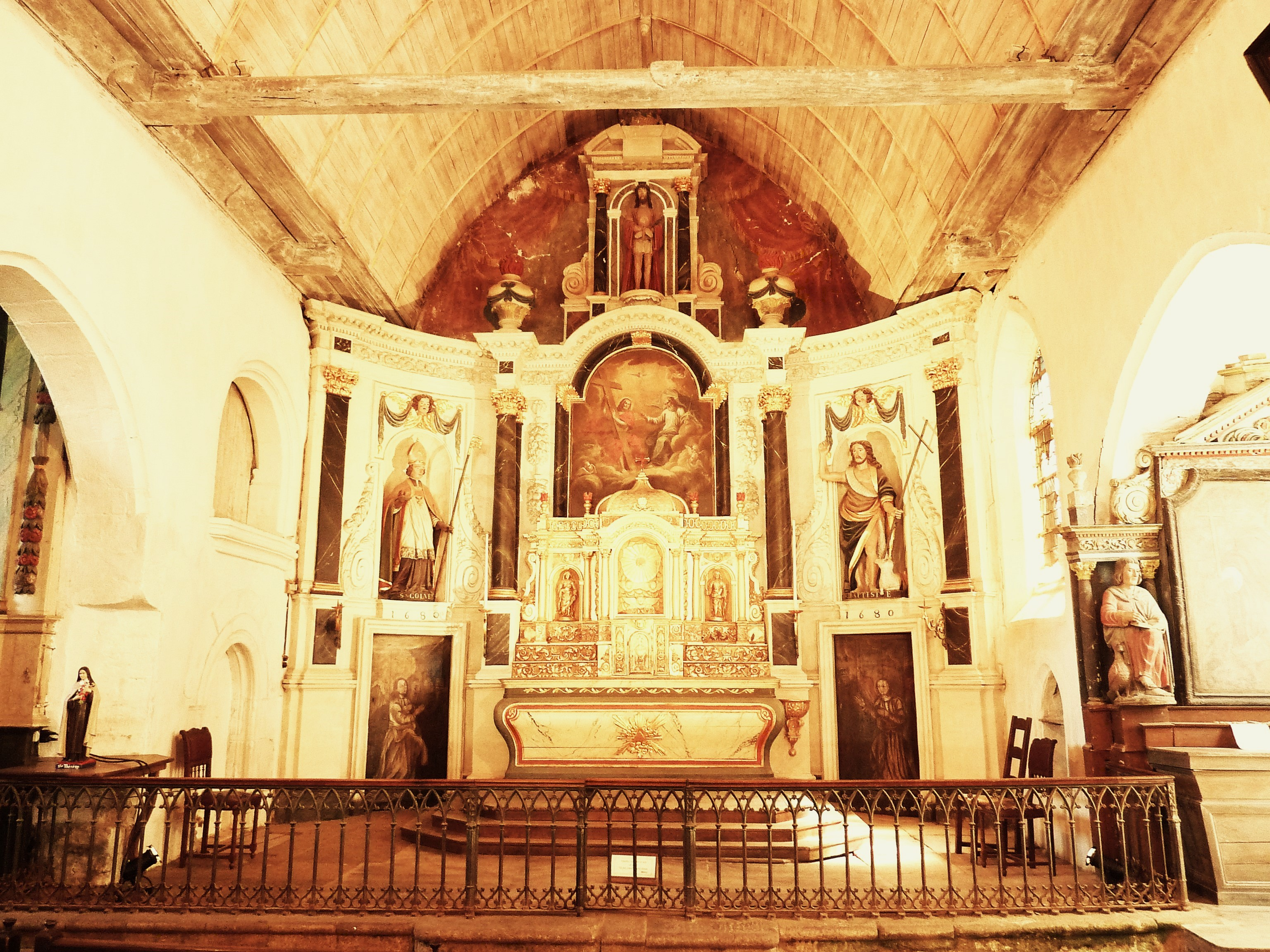
Église Saint-Golven de Taupont ː le chœur et le maître-autel.
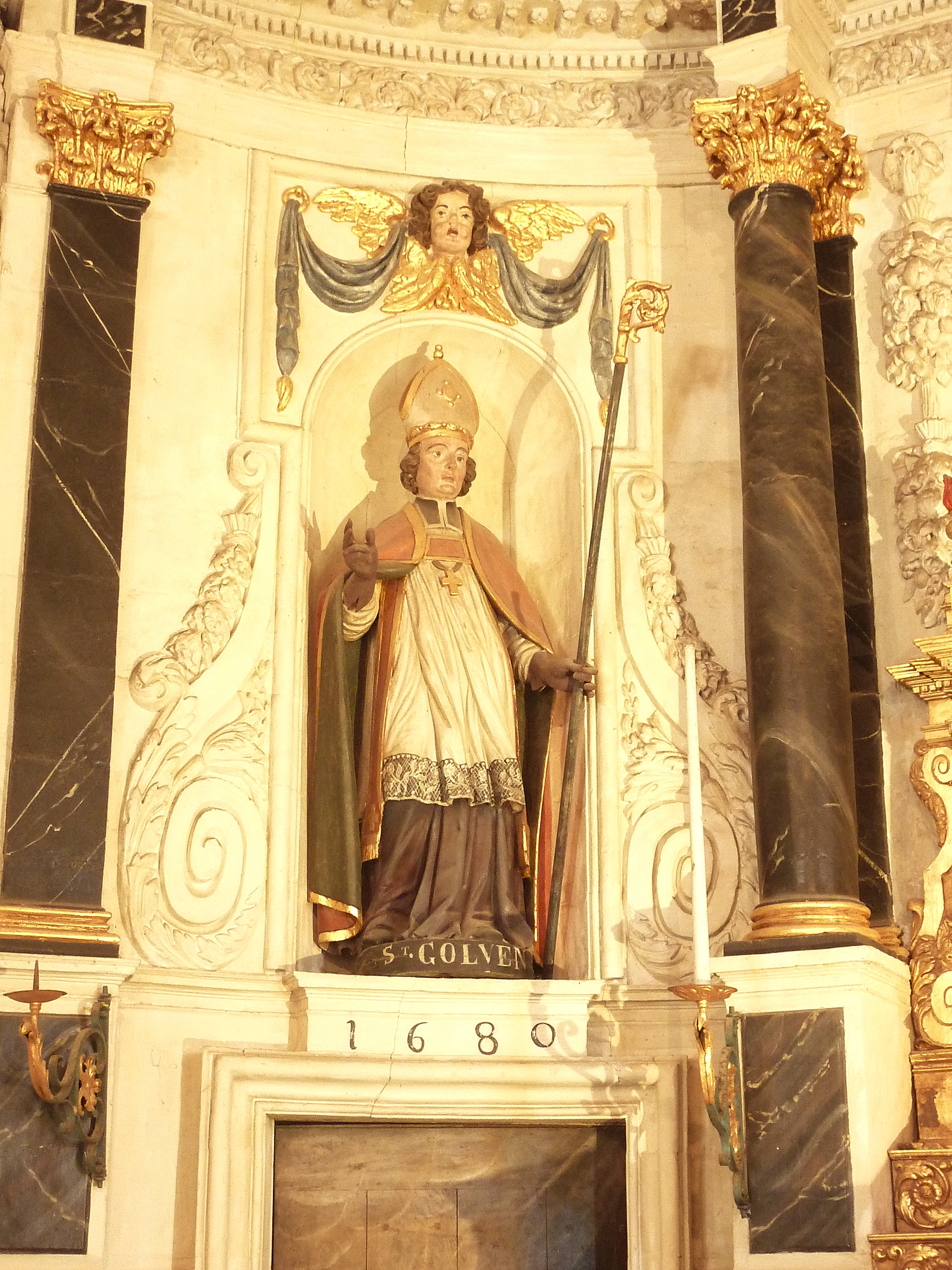
Le chœur : statue de saint Golven.
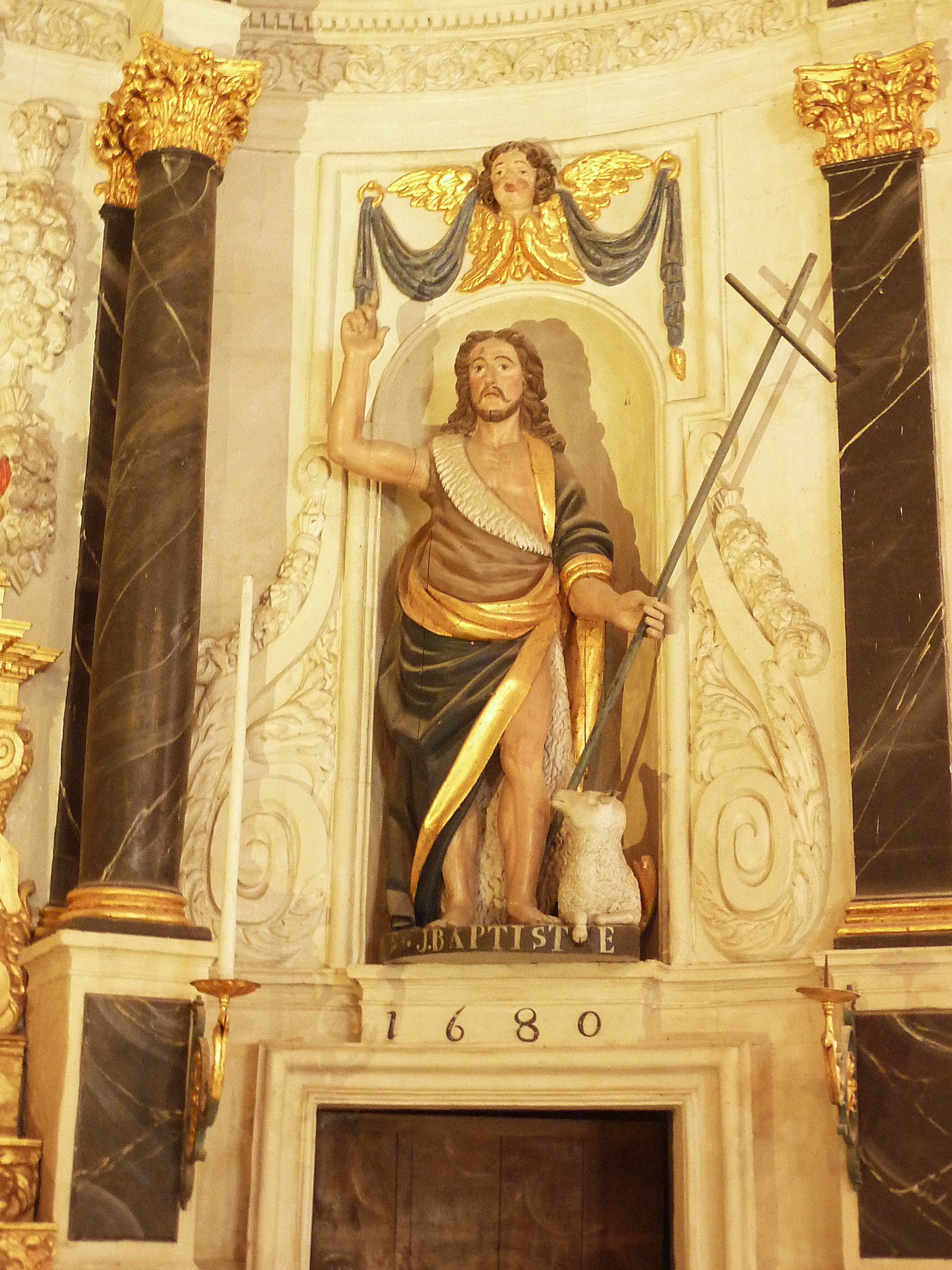
Le chœur : statue de saint Jean-Baptiste.
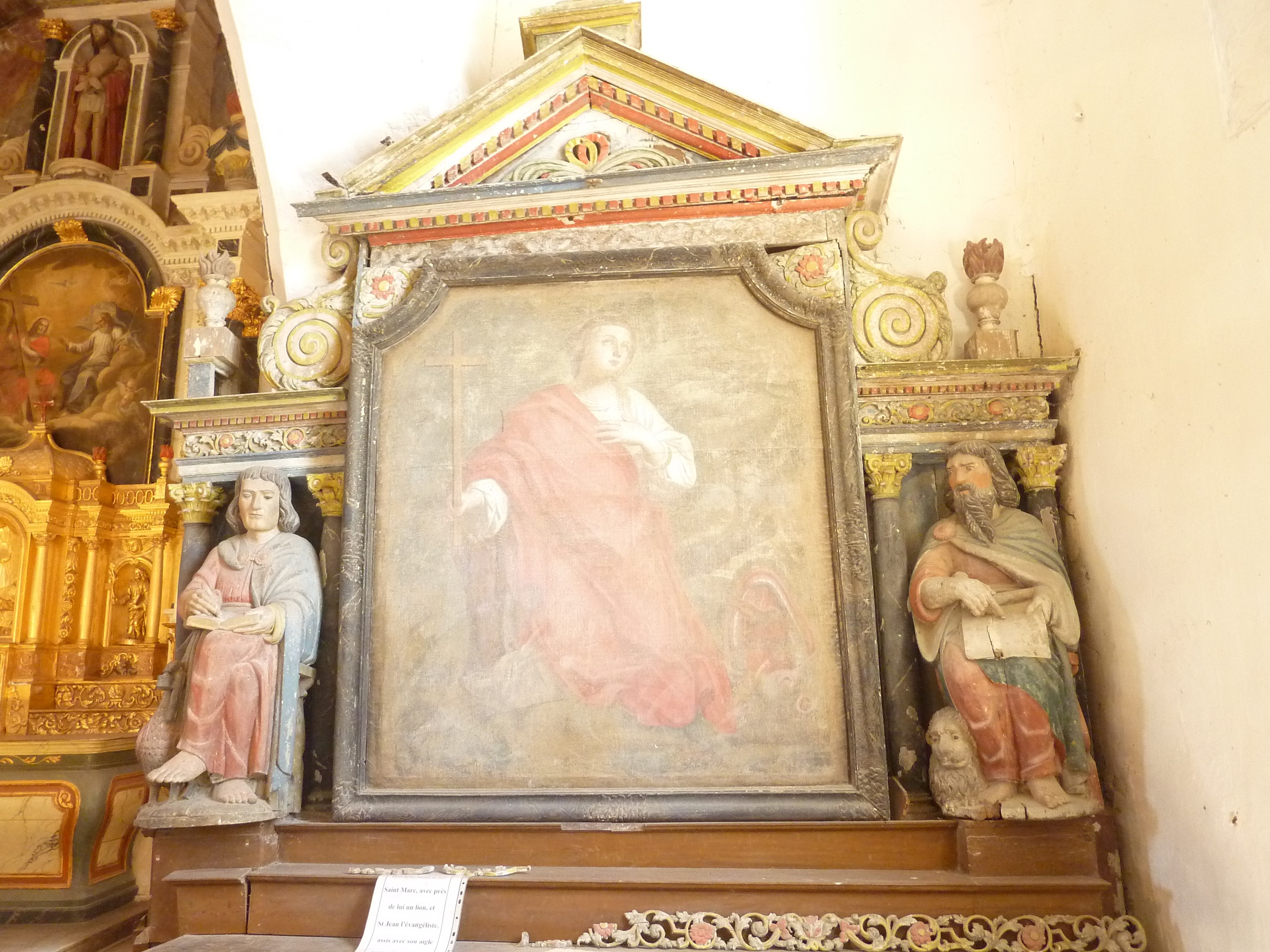
Autel latéral avec les statues à droite de saint Marc (avec son lion) et à gauche de saint Jean l'Évangéliste (assis avec près de lui un aigle).

- Nouvelle église Saint-Golven : consacrée le 5 octobre 1875, elle est en forme de croix latine ; son clocher date de 1889[70].
- Fontaine Saint-Golven, au Vieux Bourg, XVIIe siècle ;
- Les chapelles :
  - Chapelle Saint-Gildas et Saint-Mathurin, au Quelneuc (elle date du XVIIIe siècle)[71].
  - Chapelle Sainte-Anne, à Lézillac (elle date de 1638)[72].
  - Chapelle Saint-Nicodème, au Henlé (elle date du XVIIe siècle).
  - Chapelle Saint-Etienne, à Crémenan (elle date de 1653)[73].
  - L'oratoire Saint-Cornély-Saint-Nicodème, situé à Henlé ; il possède notamment une statue de saint Nicodème[74].
- Château de Lambilly[75].

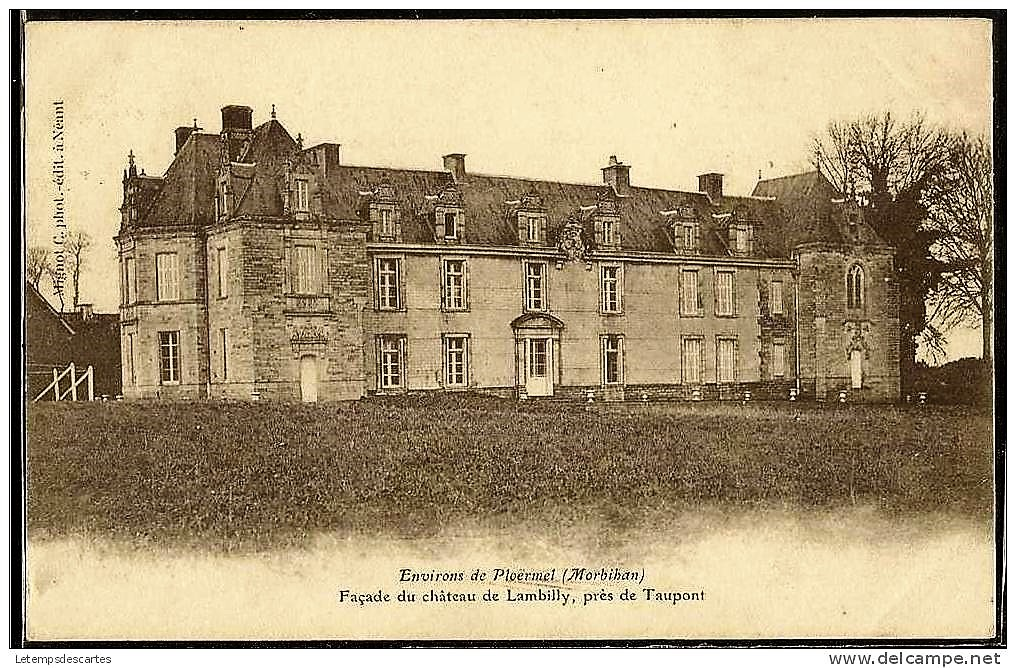
Le château de Lambilly vers 1910 (carte postale).

- Manoir de Morgan date du XVIe siècle, il est inscrit à l'inventaire général du patrimoine culturel[76] ;
- Manoir de la Rivière-Bréhaut date du XVIIe siècle, il est inscrit à l'inventaire général du patrimoine culturel[77] ;
- Manoir de la Ville Goyat date du XVIIe siècle, il est inscrit à l'inventaire général du patrimoine culturel[78].

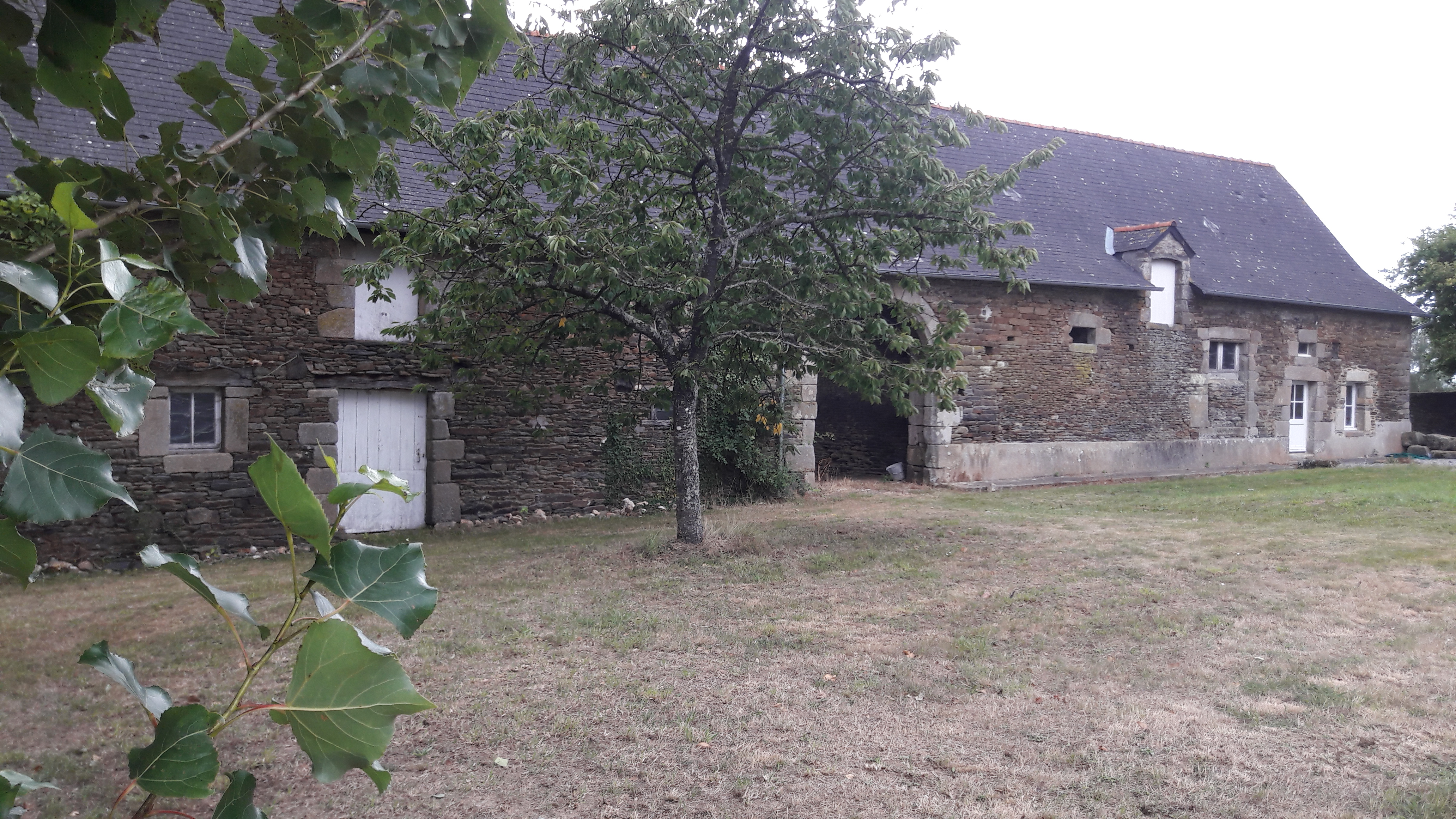
Façade ouest du manoir de la Ville Goyat - porche donnant sur cour fermée en 2020.

- 13 croix monumentales ont été recensées[79], dont plusieurs croix de chemin (au nord-ouest du Vieux Bourg, au Loguel, à la Croix Huguet, à Quelneuc, à Crémenan, etc.).
- Le site naturel de la Ville Goyat, propriété du département depuis 1986, d'une superficie de 6 ha, a été aménagé le long de la rive du Lac au Duc ; il propose un sentier pédestre long de 1,5 km entre la base nautique et le hameau de la Rivière Cornillet

## Personnalités liées à la commune
- François Cohalan (1677-1760), recteur de la paroisse Saint-Louis (Lorient) de 1720 à 1760.
- Paul Molac, député depuis 2012, président du Conseil culturel de Bretagne (2009-2012).